# Stora Vika cementfabrik

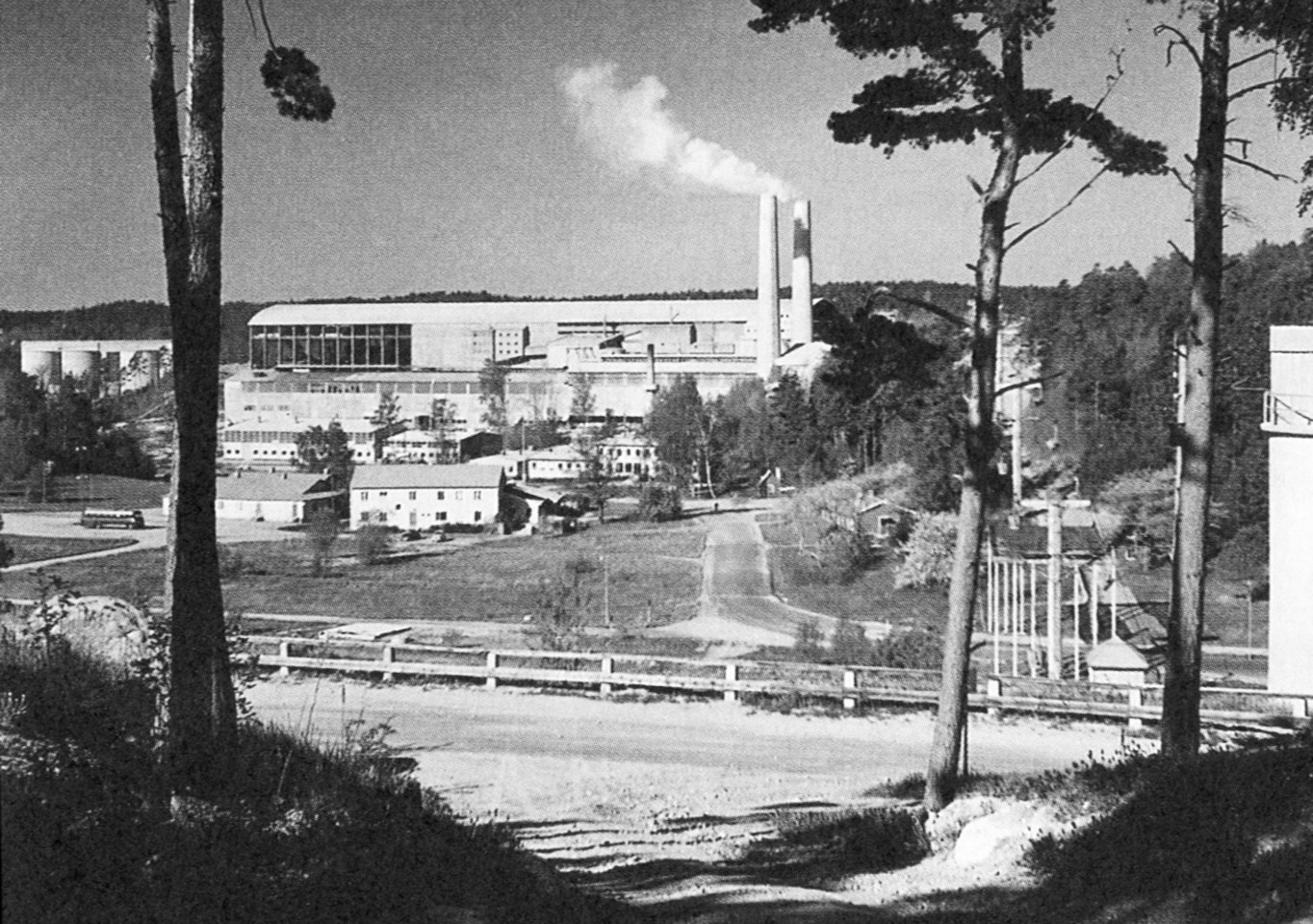
Stora Vika cementfabrik på 1950-talet.

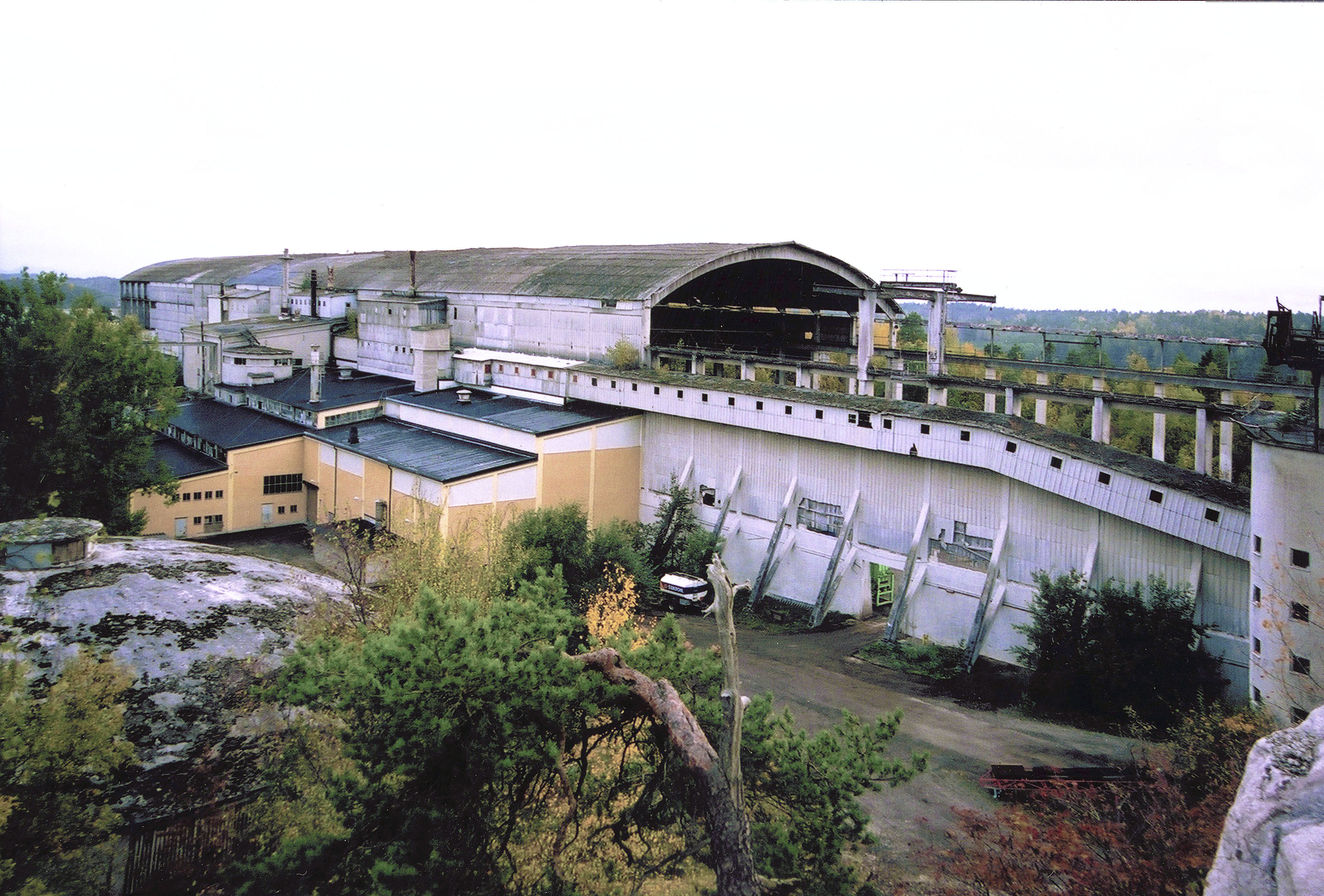
Stora Vika cementfabrik. Lagerhall och kvarnhus, hösten 2002.

Stora Vika cementfabrik låg cirka 1,5 kilometer söder om tätorten Stora Vika i Nynäshamns kommun, Stockholms län. Cementfabriken och bostadshusen i Stora Vika byggdes på initiativ av Skånska Cement AB (nuvarande Cementa). Fabrikens produktion startade våren 1949 och var då världens rationellaste och modernaste cementfabrik. Anläggningen, som skulle förse Stockholmstrakten med cement, hade inneburit en nyinvestering av 75 miljoner kronor. Vid halvårsskiftet 1981 lastades den sista cementen vid Stora Vikas hamn. Efter några misslyckade försök med annan verksamhet pågår sedan år 2006 hantering med biobränsle i de gamla fabriksbyggnaderna som till stor del är bevarade.

## Fabriksbygget

### Bakgrund
År 1944, medan andra världskriget fortfarande pågick, redovisade en prognos att åtgången av cement i Sverige skulle öka de närmaste åren med minst 50 procent, och cement kunde, om inget gjordes, bli till en bristvara. Det skulle visa sig att prognosen låg i underkant. Många byggprojekt hade under kriget legat i träda och speciellt i storstadsregionerna förväntade man sig en stor ökning av bostadsbyggandet. Landets största leverantör för cement, Skånska Cement AB, insåg att en ny fabrik behövdes i Stockholmstrakten för att kunna försörja stadens framtida byggverksamhet med cement. I Stockholmsregionen fanns landets största avsättningsområde för cement med förväntade omkring 200 000 ton per år under de kommande åren. Som jämförelse kan nämnas att det hanteras år 2008 cirka 400 000 ton för Stockholmsområdet på Cementas cementdepå i Liljeholmen.

### Valet av Stora Vika

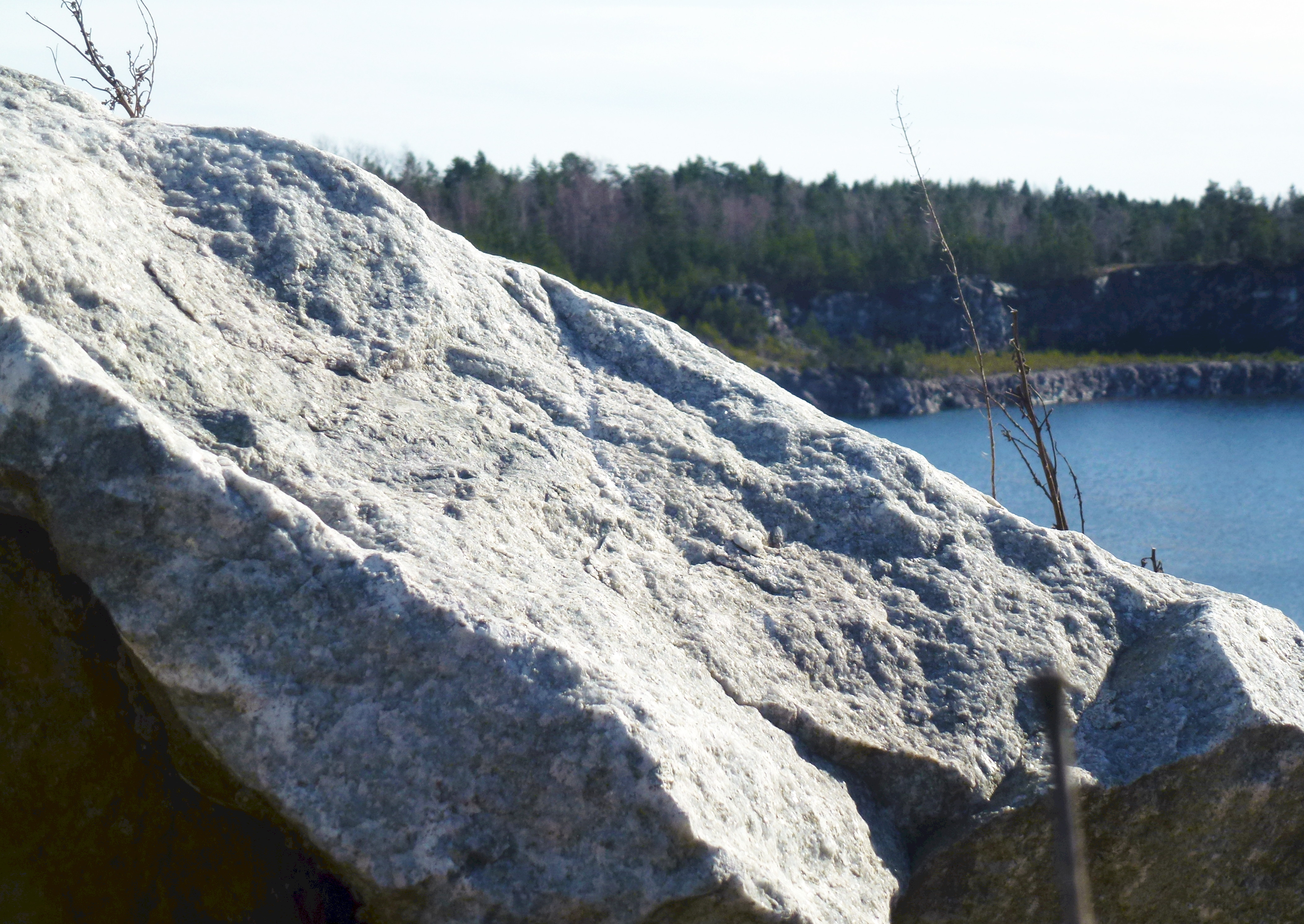
Kalkstensblock från Stora Vika.

Stora Vika var namnet på en gård i anslutning till den gamla byn Marsta i Sorunda socken i sydvästra Nynäshamns kommun. I Stora Vika fanns de nödvändiga geografiska och geologiska förutsättningar för en ny cementfabrik. Här hade företaget en naturlig djuphamn inne i Fållnäsviken. Från Fållnäsvikens hamn kunde cement i lösvikt transporteras med två egna fartyg (M/S Vika I och M/S Vika II) genom Södertäljeleden och Mälaren till en omlastningsstation på Lövholmen i Liljeholmen, Stockholm och därifrån distribueras vidare.
Skånska Cement ägde redan mark i Marsta / Stora Vika sedan tidigare genom sitt bolag AB Karta & Oaxens Kalkbruk och viktigast av allt, här låg stora kalkstensfyndigheter med 50 miljoner ton kalksten till ett djup av 100 meter. Kalkstenen i Stora Vika är så kallad urkalksten av mycket hög kvalitet som kan jämföras med carraramarmor. Dessutom fanns lera som behövs vid framställning av cement. År 1945 togs beslut i bolagets styrelse om etablering i Stora Vika. Till fabriken skulle även byggas ett helt nytt bostadsområde för fabrikens arbetare och tjänstemän (se artikeln om bruksorten Stora Vika).

### Fabriksbygget

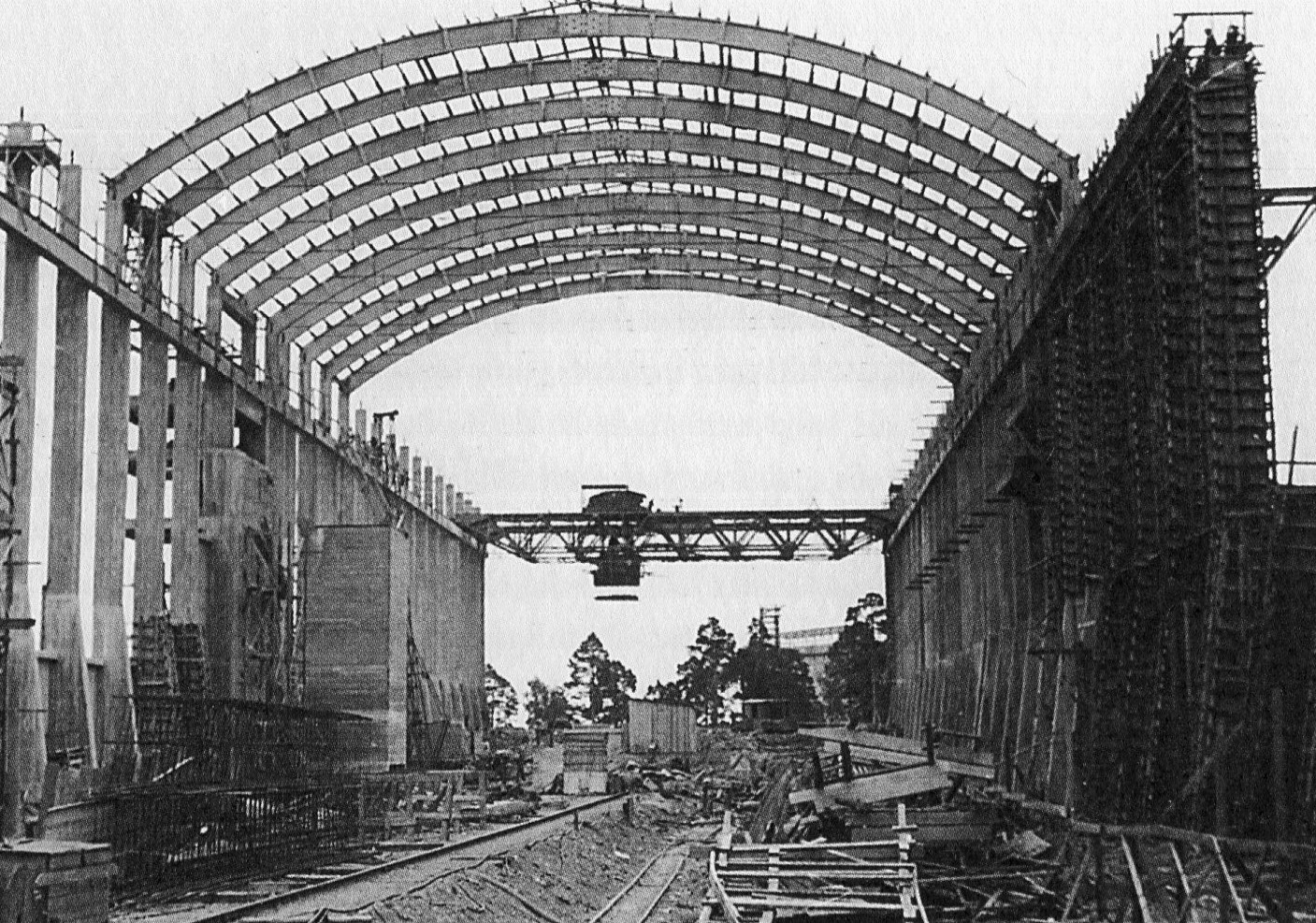
Stora lagerhallen under uppförande.

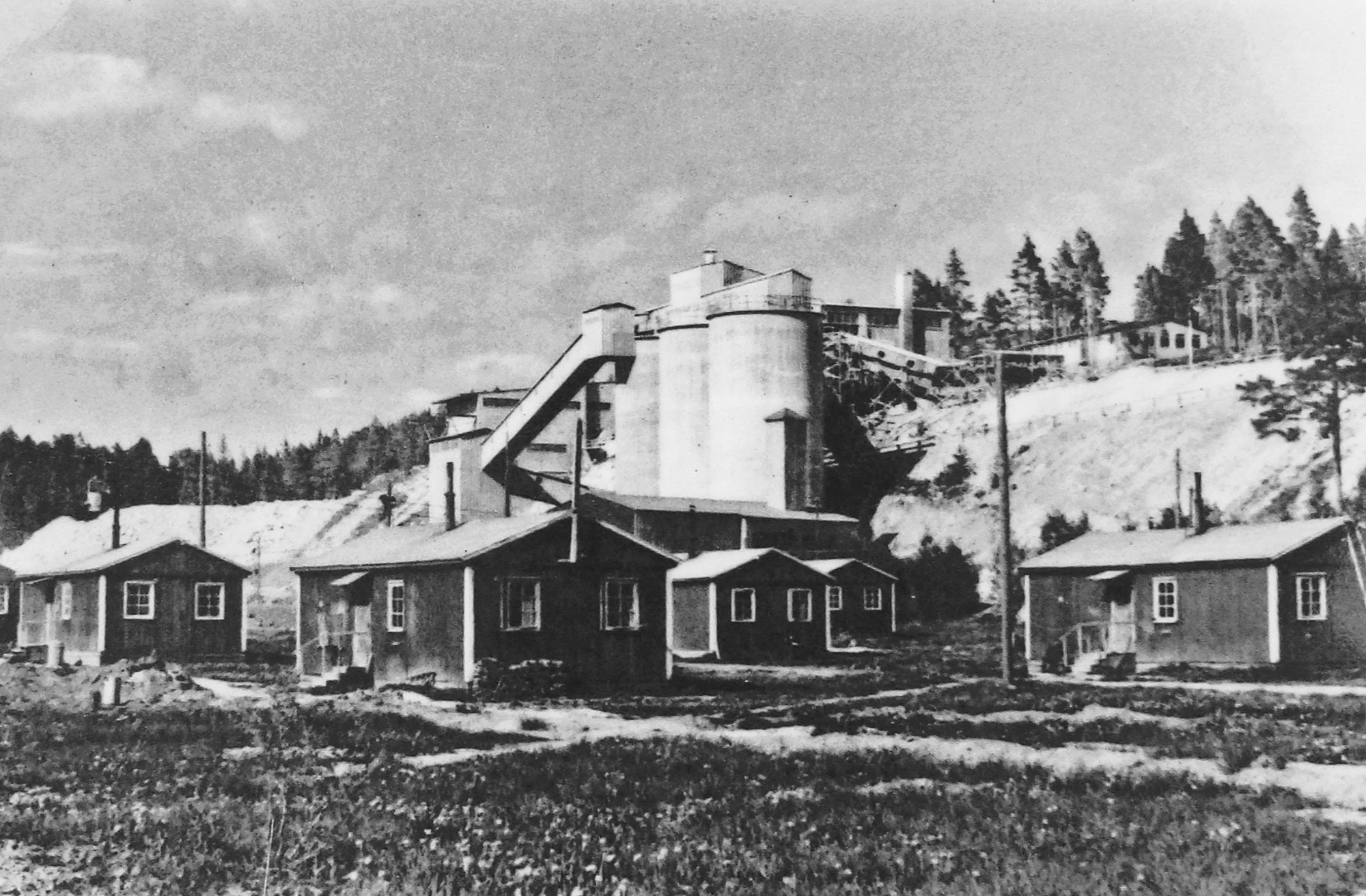
Del av barackstaden.

I samband med att Skånska Cement fattade sitt beslut om fabriksbygget 1945 utsågs arkitekt Lennart Tham att formge samtliga byggnader inom fabriksområdet. För bostadsområdet beläget 1,5 kilometer norr om fabriken svarade arkitekt Gustaf Lettström. Bygget av fabriken, bostadsområdet och brytningen av kalksten skulle medföra stora ingrepp i naturen, varför landskapsarkitekt Ulla Bodorff anlitades för att mildra konsekvenserna. Huvudentreprenör var Skånska Cementgjuteriet (idag Skanska). En stor del av den maskinella utrustningen levererades av det danska specialföretaget FLSmidth & Co (FLS) i Köpenhamn. FLS inledde redan år 1887 ett samarbete med Skånska Cementaktiebolaget när cementfabriken i Limhamn anlades.
Man hade en stram tidplan där våren 1948 bestämdes som tidpunkt för produktionsstart. Tidplanen kom inte att hålla, huvudsakligen beroende på brist av byggnadsarbetare, speciellt timmermän och i viss mån även brist på byggnadsmaterial. Man beräknade arbetsstyrkan för fabriksbygget till mellan 500 och 600 personer. Vid den tiden krävdes kontinuerliga myndighetsbeslut för samtliga steg i ett så stort anläggningsarbete. Och dröjande myndighetsbeslut bidrog också till förseningar. 
Ett stort problem var de dåliga vägar som var det första som fick iståndsättas. Det fanns även planer på ett dra fram en järnvägsförbindelse till byggarbetsplatsen, men planen gick inte att genomföra. Järnvägstransporter gick istället till Ösmo station och sedan per lastbil till bygget. Vid Fållnäsviken inrättades en provisorisk hamn för att kunna ta emot transporter sjövägen. I anslutning till byggarbetsplatsen restes ett 50-tal AK-baracker med plats för 400-500 man.
Det första spadtaget togs i januari 1946 och under hösten 1948 sattes olika delar av produktionskedjan i drift. Först kom kalkstensbrytningen igång. I oktober 1948 släpptes strömmen på i transformatorstationen och med ett års försening tändes den första brännugnen den 7 mars 1949. För bygget av den då världens modernaste cementfabrik, hade man schaktat bort 400 000 kubikmeter sten och jord, för den nya anläggningen med 30 000 kvadratmeter betongkonstruktioner förbrukades 200 000 säckar cement och 2 000 ton armeringsjärn. Totalkostnaden stannade vid 75 miljoner kronor. Färdigställandet av bostadsområdet fördröjes på grund av brist på byggarbetskraft som styrdes över till fabriksbygget som pågick samtidigt och hade högre prioritet. Först 1949-1950 var den första byggnadsetappen av bostadsområdet inflyttningsklar.

## Fabriken, arbetare och processer

### Arbetskraften

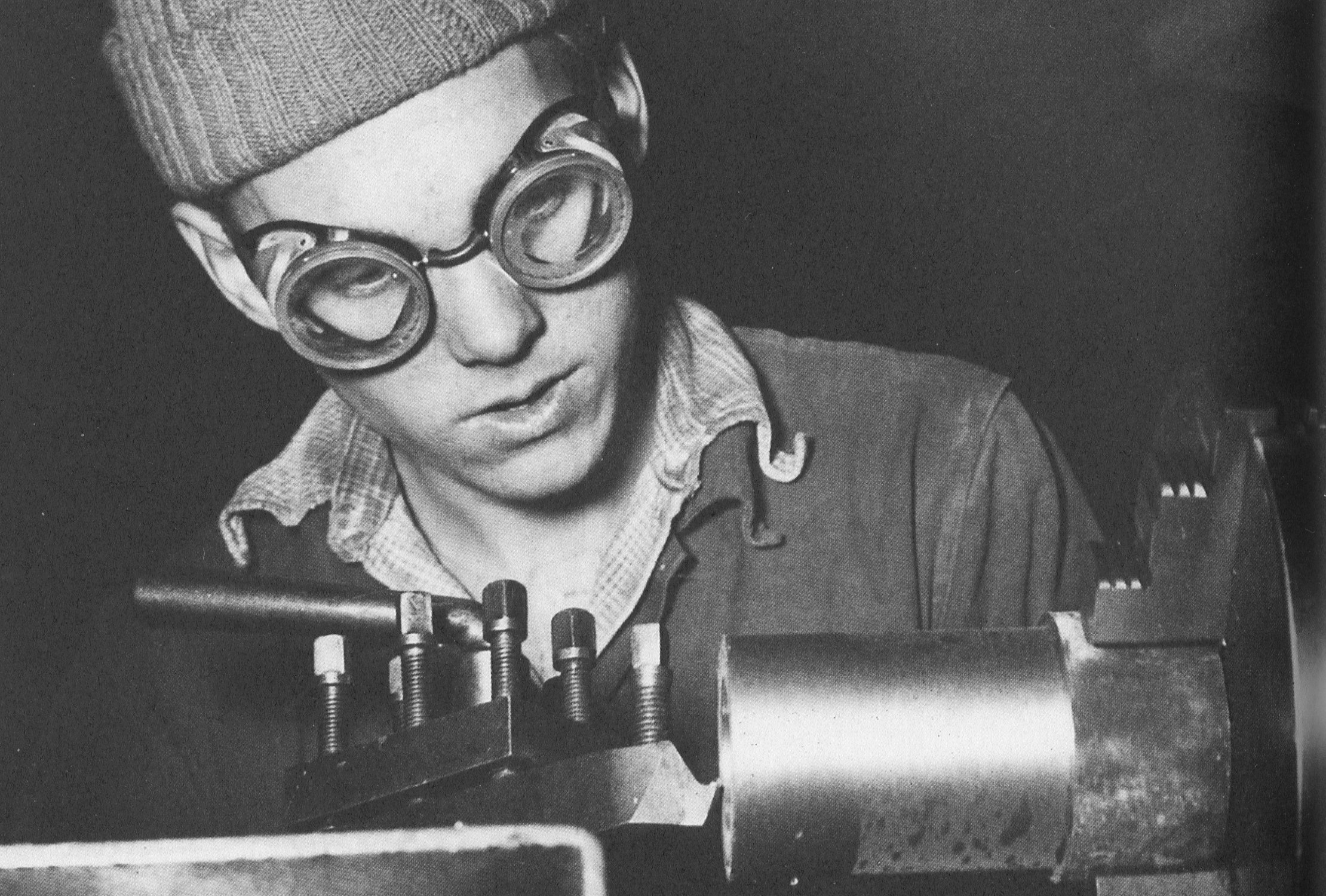
Yrkesutbildning vid svarven i bolagets verkstadsskola, slutet av 1950-talet.

Det rådde inte bara brist på byggarbetare när fabriken uppfördes utan även när fabriken skulle bemannas med kunnig arbetskraft. Problemet var landsomfattande under efterkrigstiden och blev inte mindre genom att fabriken låg på en isolerad plats i glesbebyggda Sörmland. Arbetsmarknadsmyndigheterna försökte locka folk från regionen och andra delar av landet till Stora Vika. Även en omflyttning av egen arbetskraft inom Skånska Cementaktiebolaget skedde och vid fabriken fanns en intern yrkesutbildning.
År 1953 var fabriken inkörd och bostadsområdet samt arbetskraften helt etablerade. En undersökning gällande detta år om varifrån de boende i Stora Vika kom illustrerar ett mångfacetterat samhälle och en mångfacetterad arbetskraft. Flest familjer kom från Gotland, där cementbolaget hade en del av sin verksamhet, lika många kom från Stockholms län. I princip var arbetskraft från samtliga Sveriges län representerad. Även från andra länder hade folk rekryterats till fabriken, bland annat från Finland, Danmark, Polen och Tyskland. För fabrikens drift behövdes till en början drygt 200 medarbetare. I takt med att cementfabrikens produktion ökade, ökade även antal sysselsatta och kom att stå på topp under framför allt 1950- och 1960-talen. Att förädla kalksten till cement var ett arbete för män, ett undantag fanns dock, kvinnor plockade ut undermålig sten (i produktionskedjan efter grovkrossen). Flest anställda noterades år 1956 med 310 personer.

### Fabrikens byggnader
Fabriken består av ett flertal byggnader och tekniska anordningar. Här beskrivs de viktigaste:

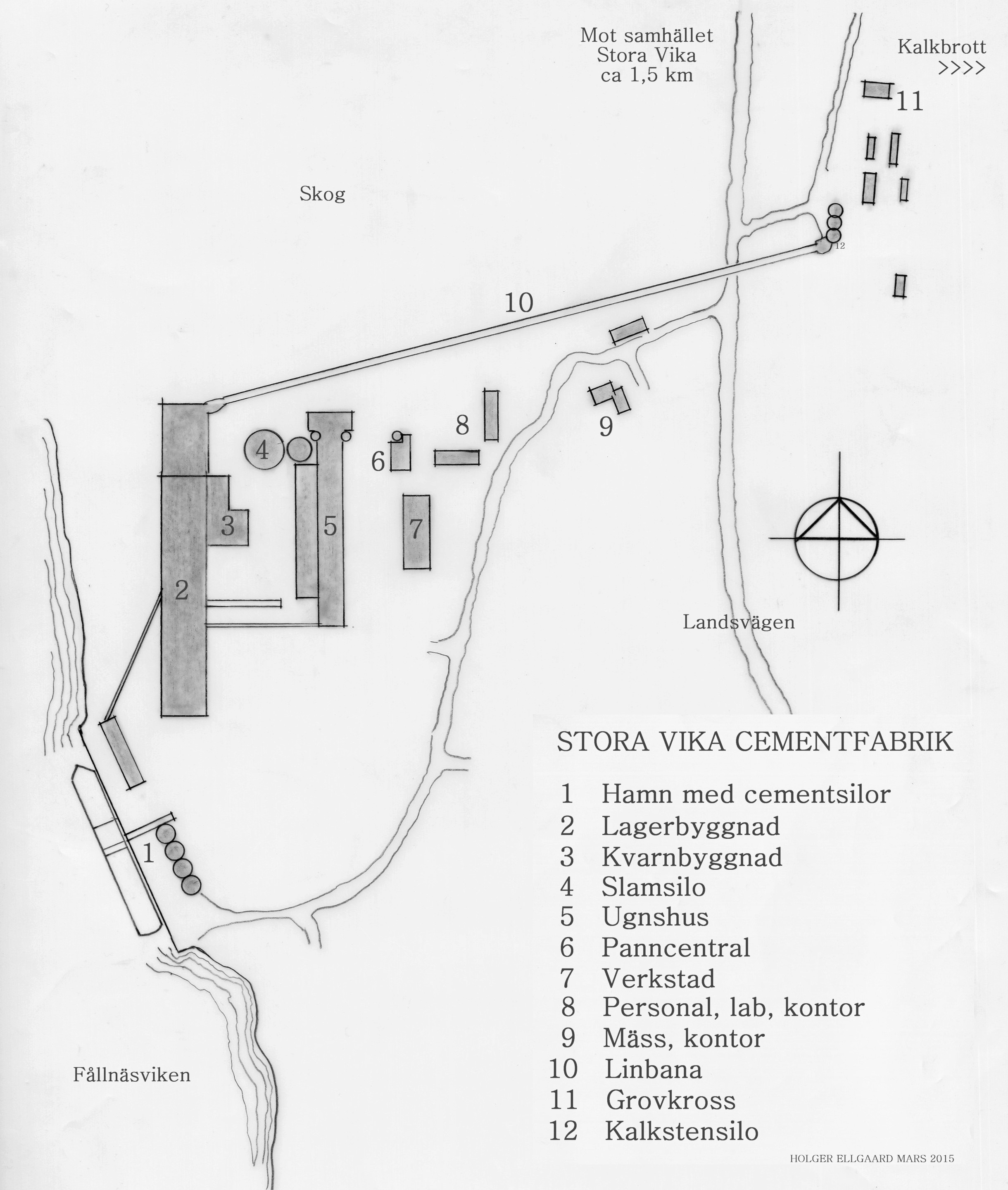
Stora Vika cementfabrik översiktsplan.

- Från kalkbrottet (nordost om fabriken) transporterades de stora kalkstensbitarna till ett grovkrosshus, där en käftkross av typ Blakes tuggare nr. 17 från Morgårdshammar AB sönderdelade kalkstenen i bitar om 20 centimeter. I nästa byggnad, finkrossen, krossades kalkstenen till ännu mindre bitar. Sedan följde en automatisk och manuell sortering och slutligen fördes materialet till tre kalkstenssilor som rymde 1 100 ton vardera.[12]

- Härifrån gick en 670 meter lång linbana till lagerbyggnaden. Höjdskillnaden är 18,6 meter och det behövdes fem betongmaster som mellanstöd. Varje korg rymde 1,3 ton kalkkross och linbanans hastighet var 1,3 meter per sekund, vilket innebar en kapacitet av cirka 200 ton per timme. Där linbanan korsade landsvägen monterades ett skyddsnät. Linbanan levererades och monterades av Nordströms linbanor, som var Sveriges största tillverkare av industrilinbanor.[12]

- Vid Fållnäsviken anlades en hamn med en 200 meter lång och sju meter bred betongkaj. Farleden muddrades 40 meter bred och sju meter djup och tio fyrar sattes upp. På kajen placerades sammanlagt fyra cementsilor (byggda i två etapper). Hit fördes den färdiga cementen med hjälp av tryckluft genom rörledningar. Totalt rymde alla fyra silor 28 000 ton cement.[13] Cementen lossades och lastades med hjälp av en sju tons vipparmskran, som hade en svängradie på 14 meter.[3]

- Strax norr om hamnen uppfördes den stora lagerhallen, fabrikens största byggnad, 275 meter lång, 35 meter bred och 30 meter hög. Byggnaden är fortfarande väl synlig från västra sidan av Fållnäsviken. Här lagrades kol, cementklinker, gips och kalksten. Byggnaden är en pelarkonstruktion med pelare längs långsidorna. Det välvda taket täcktes med eternitplattor och bars upp av limträbalkar av fabrikat Töreboda limträ. I byggnaden fanns två snabbgående traverskranar med gripskopor och en lyftkraft av 10 ton.[5]

- Parallellt med lagerhuset står det 200 meter långa ugnshuset med sina två 60 meter höga skorstenar, murade av gult radialtegel. Ugnshuset konstruerades som en öppen hall med fristående pelare. Här fanns cementfabrikens hjärta, två 145 meter långa roterugnar, där varje ugn kunde producera cirka 170 000 ton cementklinker per år. Det rörde sig om så kallade UNAX-ugnar av fabrikat FLSmith & Co. Ugnarna eldades med kolpulver som blåstes in i brännkammaren, senare användes olja som bränsle.[14]

- Mellan lagerhus och ugnshuset står den runda slambassängen med ett kupoltak av betong. Bassängen rymde 5 000 kubikmeter råslam  och här fanns anordningar för mekanisk och pneumatisk omrörning.

- Bland övriga mindre byggnader märks, mäss med hotellrum, kök och restaurang, ett ungkarlshotell, förvaltningskontor, driftslaboratorium, verkstad, verkstadsskola, personalrum samt en panncentral med sopförbränningsanläggning (av eget avfall) och smidesverkstad.

### Tillverkningsprocessen

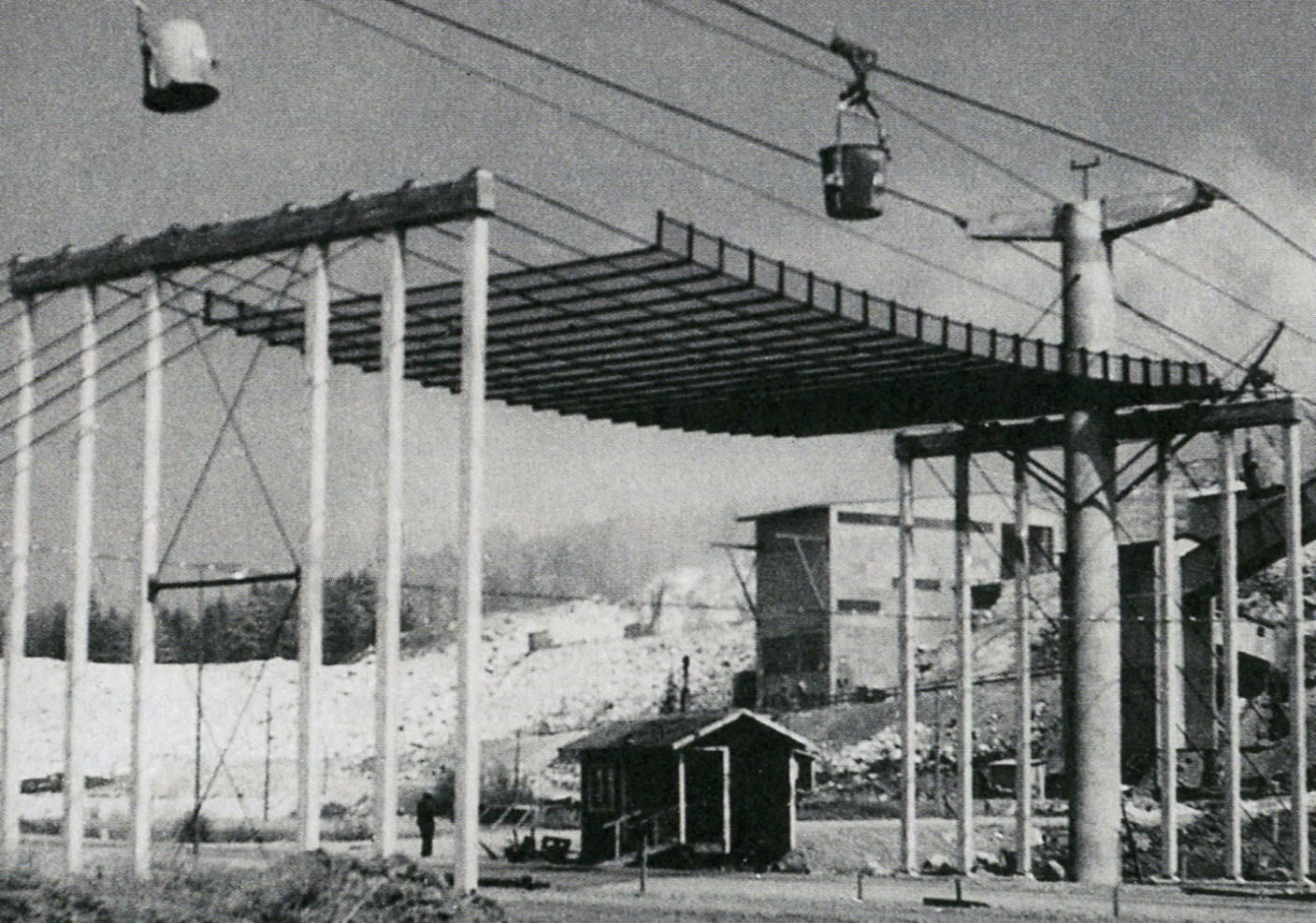
Linbanan.

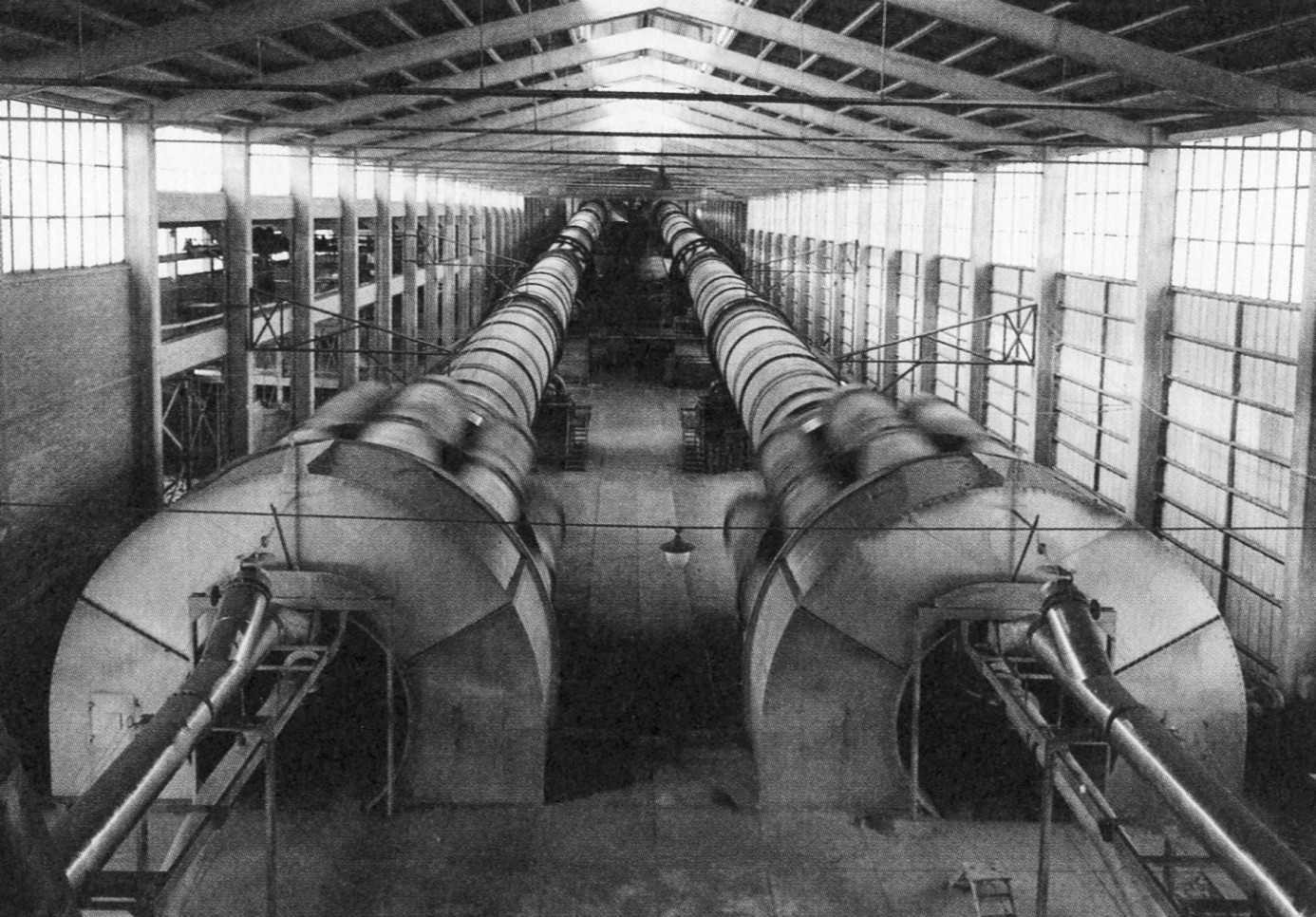
Fabrikens båda roterugnar i drift.

I Stora Vikas cementfabrik producerades huvudsakligen Standardcement av portlandtyp (uppkallad efter en sandsten från Isle of Portland i södra England). Cementtillverkningen skedde efter den så kallade våtmetoden, som var vanlig vid den tiden. Tillverkningsprocessen av cement vid Stora Vika var i stora delar automatiserad och kan indelas i tre led som även återspeglar sig i fabrikens bebyggelse. Det första ledet är själva brytningen av råvaran, kalksten, som skedde i två dagbrott cirka 700 meter öster om fabriksområdet. Kapaciteten låg på ungefär 2 000 ton kalksten per dag uppdelat på två skift. Vid kalkbrottet fanns flera stationer med olika stenkross samt automatisk och manuell sortering. Den krossade kalkstenen mellanlagrades i tre silor och fördes sedan med hjälp av linbanan till en avlastningsstation på fabriksområdet och sedan vidare till den stora lagerbyggnaden. 
Nästa etapp i processen enligt våtmetoden var tillverkning av råslam. I en kvarn maldes kalksten tillsammans med lera och vatten till råslam, samtidigt tillfördes olika tillsatser för att förbättra produktens kvalité. Råslammet, som nu hade en vattenhalt av 30 procent mellanlagrades i en slambassäng och transporterades sedan till de både roterugnarna. De roterade ungefär ett varv per minut och hade en svag nedförslutning. Det tog flera timmar för materialet att passera genom ugnarna. På sin väg mötte slammet allt högre temperaturer, vattnet dunstade bort och olika kemiska reaktioner skedde. Vid maximal temperatur (1 400 °C) sintrade materialet ihop till glödande, knytnävsstora klumpar som kallas cementklinker.
Efter avsvalning och lagring transporterades cementklinkerna till en av fabrikens tre kvarnar, där materialet maldes ner till cement. Här tillfördes även gips som användes för att reglera cementens bindningstid när den så småningom hamnade på en byggarbetsplats. Slutligen pumpades den färdiga cementen med hjälp av tryckluft till en av de fyra högsilor som fanns på kajen. 
Den största delen av den producerade cementen skulle transporteras i lösvikt till omlastningsstationen på Liljeholmen i Stockholm. Men man ville även tillhandahålla cement i papperssäckar, varför man uppförde en byggnad för säckhantering intill silorna. För transporten hade bolaget två egna fartyg, M/S Vika I och M/S Vika II, båda byggda på Ekensbergs varv i Stockholm och inköpta 1946.

## Anläggningen i Stockholm

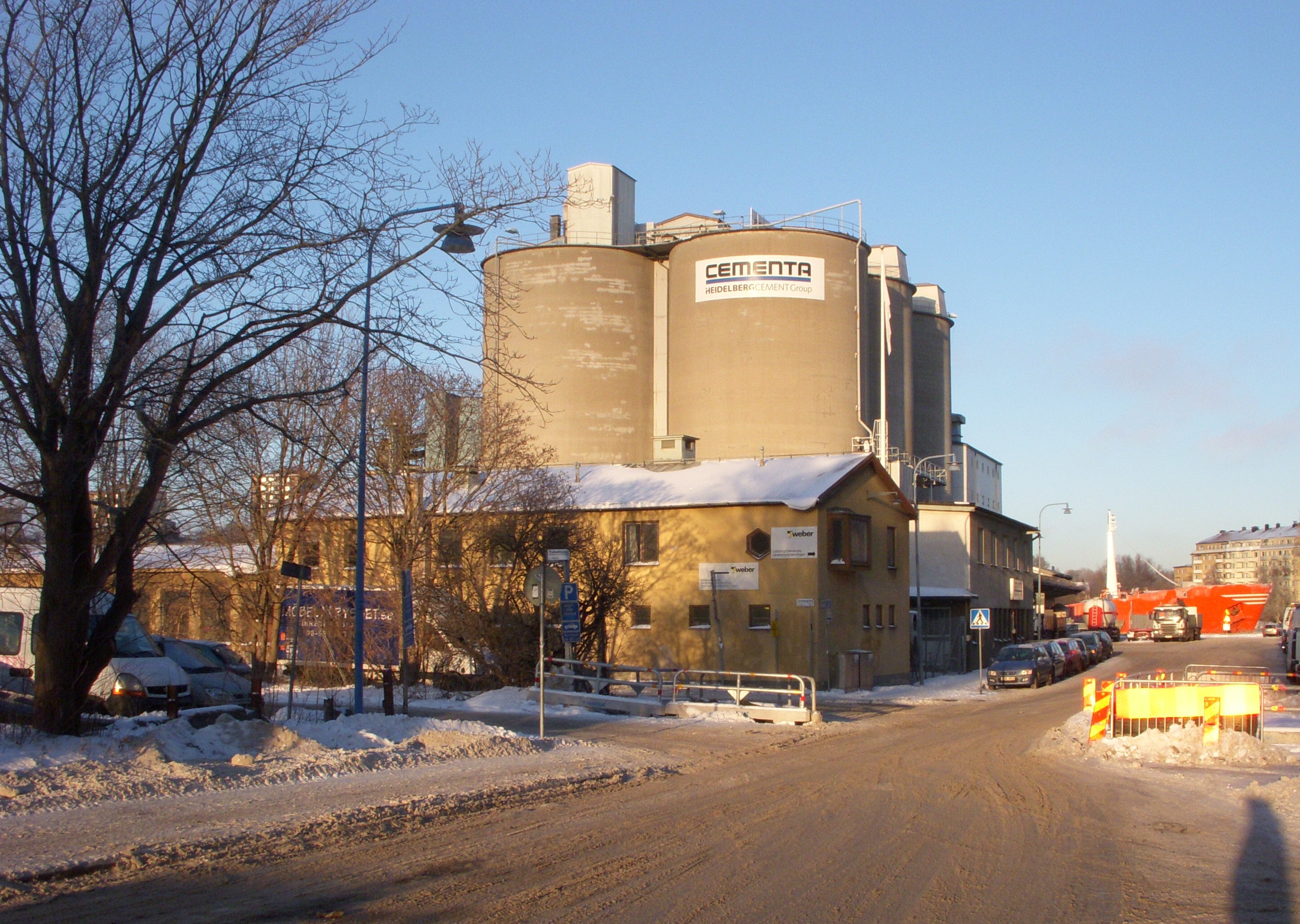
Cementa, Liljeholmen, 2010.

Stora Vikas cement var avsedd för Stockholmsmarknaden. För att kunna ta emot leveranserna från Stor Vika byggdes en hamn med lager och omlastningsstation vid Liljeholmsviken på Lövholmen i Liljeholmen. En mindre vik där tidigare låg Löfholmsvarvet fylldes ut och en 100 meter lång betongkaj byggdes samt fyra silor med en diameter på 15,5 meter vardera och en kapacitet på sammanlagd 28 000 ton cement. Det motsvarade samma mängd som de fyra silorna i Stora Vika rymde. Senare tillkom ytterligare två silor. 
Även här byggdes en paketeringsbyggnad för emballage av cement i papperssäckar, men huvudparten distribuerades i lösvikt med speciella tankbilar, så kallade bulkbilar, som företaget hade anskaffat. Cement i lösvikt kunde även lastas på specialbyggda järnvägsvagnar som kunde köras fram på det egna järnvägsspåret med anslutning till Liljeholmens station. Anläggningen ritades av arkitekt Gustaf Lettström, som samtidigt även utformade Stora Vikas bostadsområde, hans bygglovsritningar är daterade 5 juni 1946. Utöver omlastnings- och paketeringsstation hade även koncernägda AB Karta & Oaxen sin murbruksfabrik här.
Sedan Stora Vika cementfabrik lades ner 1981 hämtades cement till Liljeholmshamnen från Slite och Degerhamn med Cementas specialbyggda fartyg M/S Östanvik, "M/S Västanvik" och M/S Sunnanvik. Cementas cementdepå i Liljeholmen existerade fortfarande på våren 2023 och var då en av de få kvarvarande strandnära industrierna i Stockholm. År 2014 såldes dock marken för bebyggelse med ungefär 600-800 bostäder. Den numera av Heidelberg cement ägda verksamheten planeras att flyttas till ett industriområde vid Värtahamnen. 

## Nedläggning och senare historia

### Fabriken läggs ner
Det finns flera anledningar till att cementfabriken i Stora Vika stänges vid halvårsskiftet 1981.
En av de viktigaste orsakerna var att byggmarknaden i Stockholmsområdet gick kraftigt tillbaka i början av 1970-talet. Efterkrigstidens nya förorter till Stockholm var färdigbyggda, Miljonprogrammet var över och det som byggdes därefter var ofta småhusområden med byggnader i trä. 
En andra anledning till nedläggningen var den energikrävande tillverkningsprocessen genom våtmetoden, som efter oljekrisen 1973 blivit alltmer olönsam. 
Stor oro spred sig bland Stora Vikas invånare, att deras enda arbetsgivare skulle lägga ner verksamheten. Cementfabriken dominerade inte bara Vikabornas arbetsliv utan snart sagt varje del av vardagen, bolaget ägde huvudparten av bostäderna, vägnätet, vatten- och avloppsinstallationer, skolan, båthamnen och mycket mera.
Det dröjde dock nästan tio år innan stängningen var ett faktum. I det längsta hade ledningen försökt att rationalisera tillverkningsprocessen och bygga om fabriken till den energisnålare torrmetoden. Hösten 1974 presenterades konkreta förslag om att konvertera fabriken till torrmetoden. Ungefär samtidigt genomförde bolaget en omorganisation och ändrade namn till Cementa (något som dock inte påverkade besluten om fabriken i Stora Vika). Vid 1970-talets mitt bestämde sig Cementa, att framdeles satsa på en ny fabrik i Slite på Gotland och Stora Vikas avvecklingsfas påbörjades.

### Planerad destruktionsanläggning, nedläggning och tiden efter

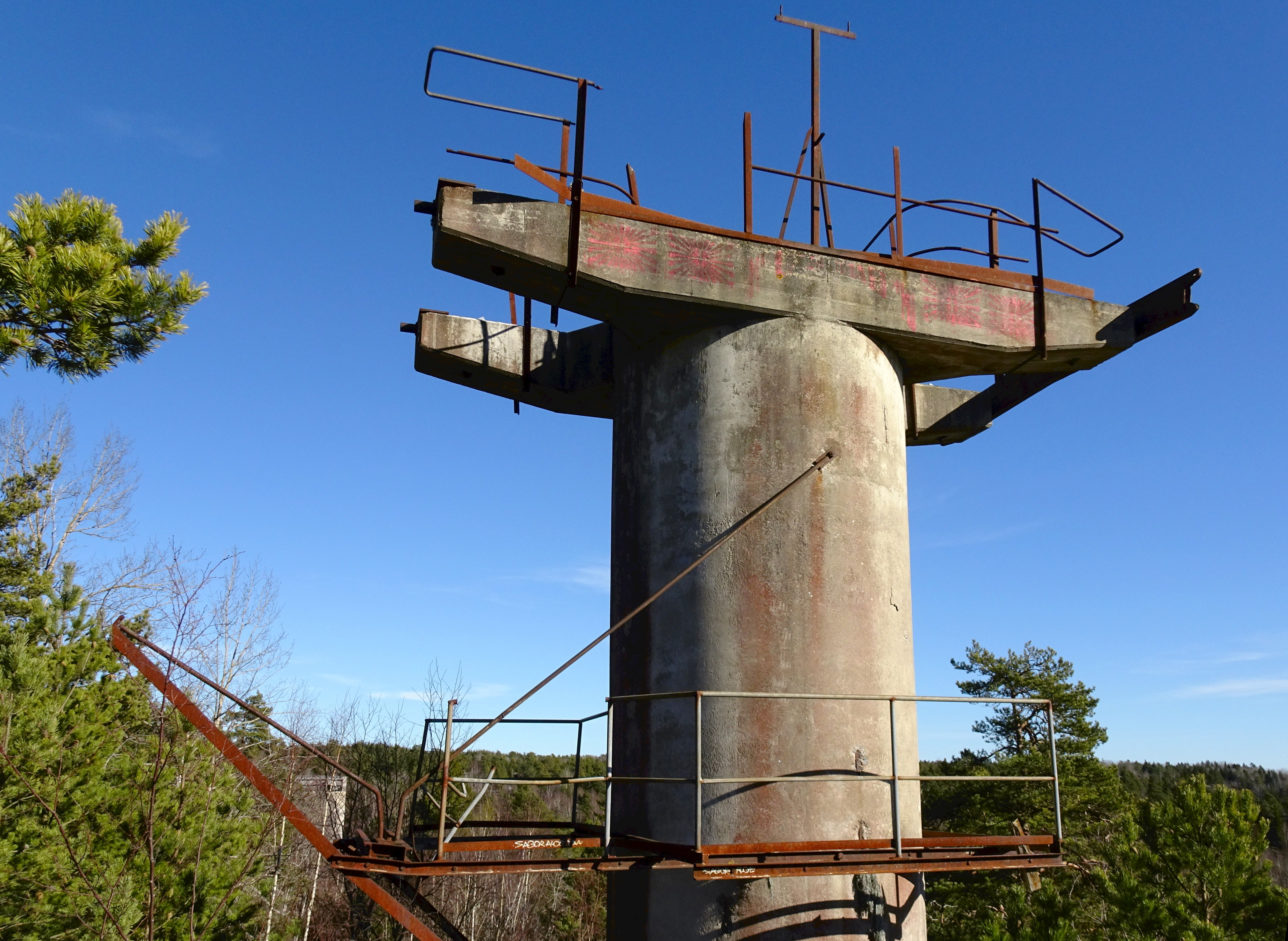
Linbanans torn, 2016.

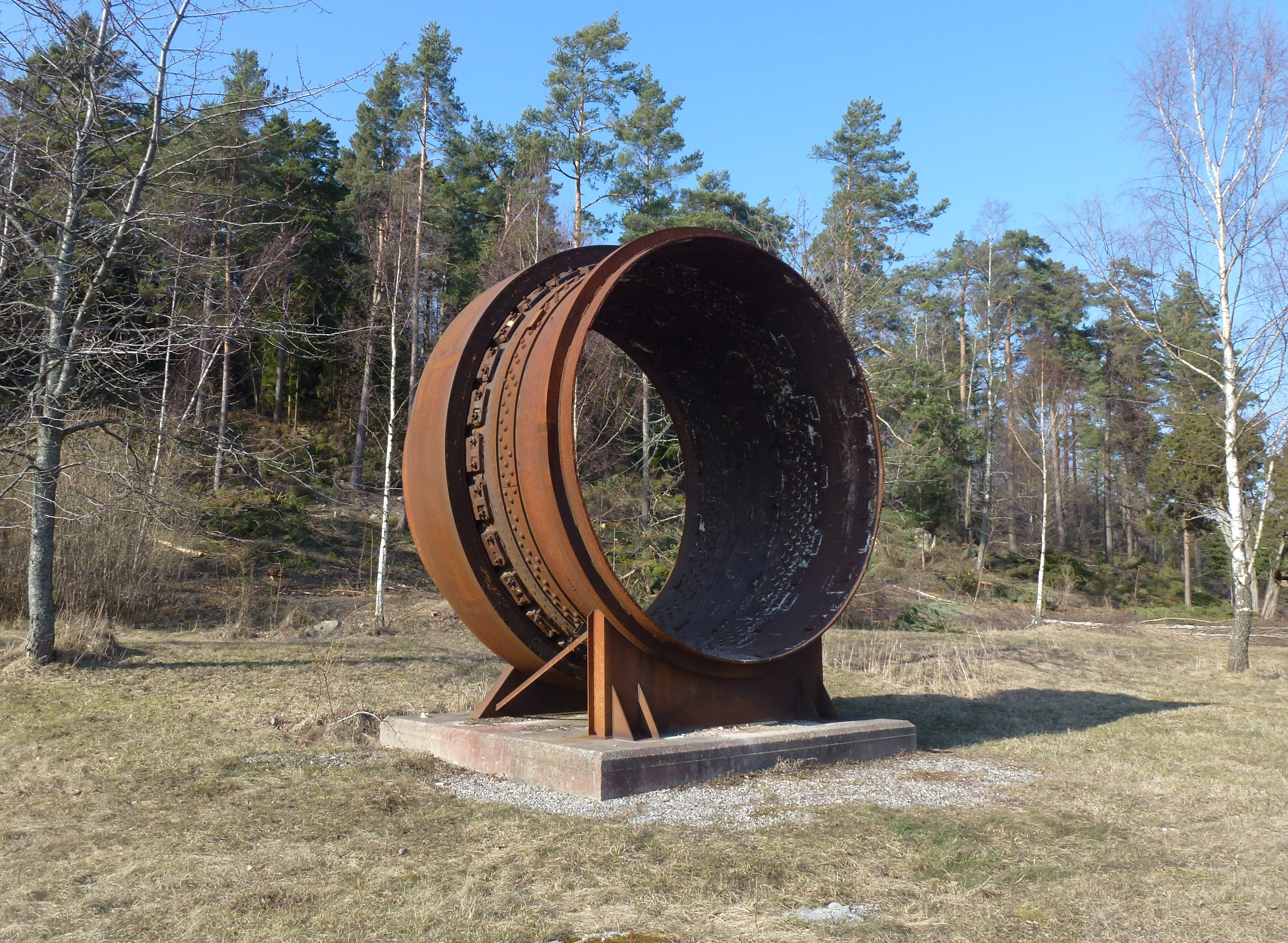
En del av roterugnen vid fabriksinfarten påminner om den tidigare verksamheten.

I början av 1978 beslöts att genomföra försök att bränna miljöfarligt flytande avfall i fabrikens cementugnar. Den höga temperaturen skulle förstöra alla miljöfarliga ämnen, som experiment i Kanada hade visat.  Försöken, där Sakab hade en ledande roll, föll väl ut och förutsatte att cementugnarna även fortsättningsvis skulle producera cement (eller cementklinker).  Sakab projekterade samtidigt en egen destruktionsanläggning i Norrtorp och det var dessa planer som till slut ledde till att Stora Vika som plats för förbränning av miljöfarligt avfall övergavs, trots generösa villkor genom Cementa. Ändå fortsatte arbeten med planering för fabrikens framtid, som var helt beroende på avfall som energikälla. När Sakab fick ett avvisande besked av Kumla kommun för en destruktionsanläggning i Norrtorp tändes ett nytt hopp i Stora Vika. Men Cementas nya fabrik i Slite och Stora Vikas energislukande tillverkningsprocess resulterade i slutsatsen att Vikafabriken borde läggas ner.
Cementas produktionsavvecklingsplan innebar att  den första ugnen stänges i maj 1980 och den andra i december 1980, brytning av kalksten upphörde i slutet av oktober 1980. Malning av cementklinker till cement pågick till 1 maj 1981. All verksamhet upphörde den 30 juni 1981 då den sista cementen lastades ombord på fartyget i hamnen. Personalens avveckling sträckte sig över en längre tidsperiod där fackföreträdarna gavs fortlöpande information om ersättningsverksamhet. Så fort någon hade fått ett nytt arbete fick han eller hon sluta direkt utan uppsägningstid. De flesta hade så småningom nya anställningar på Musköbasen, Nynäs Petroleum och Teli i Nynäshamn. De sista 25 arbetarna på fabriken demonterade maskinutrustningen för transport till Cementas andra anläggningar eller skotning.
Redan under avvecklingsfasen påbörjades en försöksdrift med tillverkning av pumpbart kolbränsle, så kallat kolslurry. Bakom försöken stod Nycol AB, ett nystartat gemensamt bolag av Cementa, Nynäs Petroleum och Grängesbergsbolaget. År 1990 flyttade hela produktionen till Köping, där tillverkningen var billigare. Åren 1996 till 2003 fanns återvinningsföretaget Rondeco / Bedminster i de gamla fabrikslokalerna. Man försökte kompostera hushållssopor i de gamla cementugnarna, och omvandla avfallet till gödningspellets för jord- och skogsbruk. Det blev ett totalfiasko som slutade med företagets konkurs.

### Fabriksområdet idag
Sedan år 2006 pågår hantering med biobränsle i några av de gamla fabrikslokalerna och i kalkbruket. Bakom verksamheten står systerföretagen Stockholms Bulkhamn (med hamnverksamhet) och First Bioenergy (ansvarig för biobränslet).
Runt de numera vattenfyllda kalkdagbrotten och genom det omgivande landskapet finns även en natur- och kulturstig kallad Fjärilsstigen. Stigen är cirka tre kilometer lång och längs den finns 16 informationstavlor som berättar om naturen, forntida lämningar och den tidigare industriverksamheten. Kalkrika, öppna marker, god solinstrålning och värme bidrar till en ovanligt rik flora där fjärilar trivs. År 2014 har här inte mindre än 47 rödlistade fjärilsarter noterats. Ansvariga för Fjärilsstigen är Nynäshamns kommun och Nynäshamns Naturskyddsförening.

## Bildgallerier

### Nutida bilder, exteriör

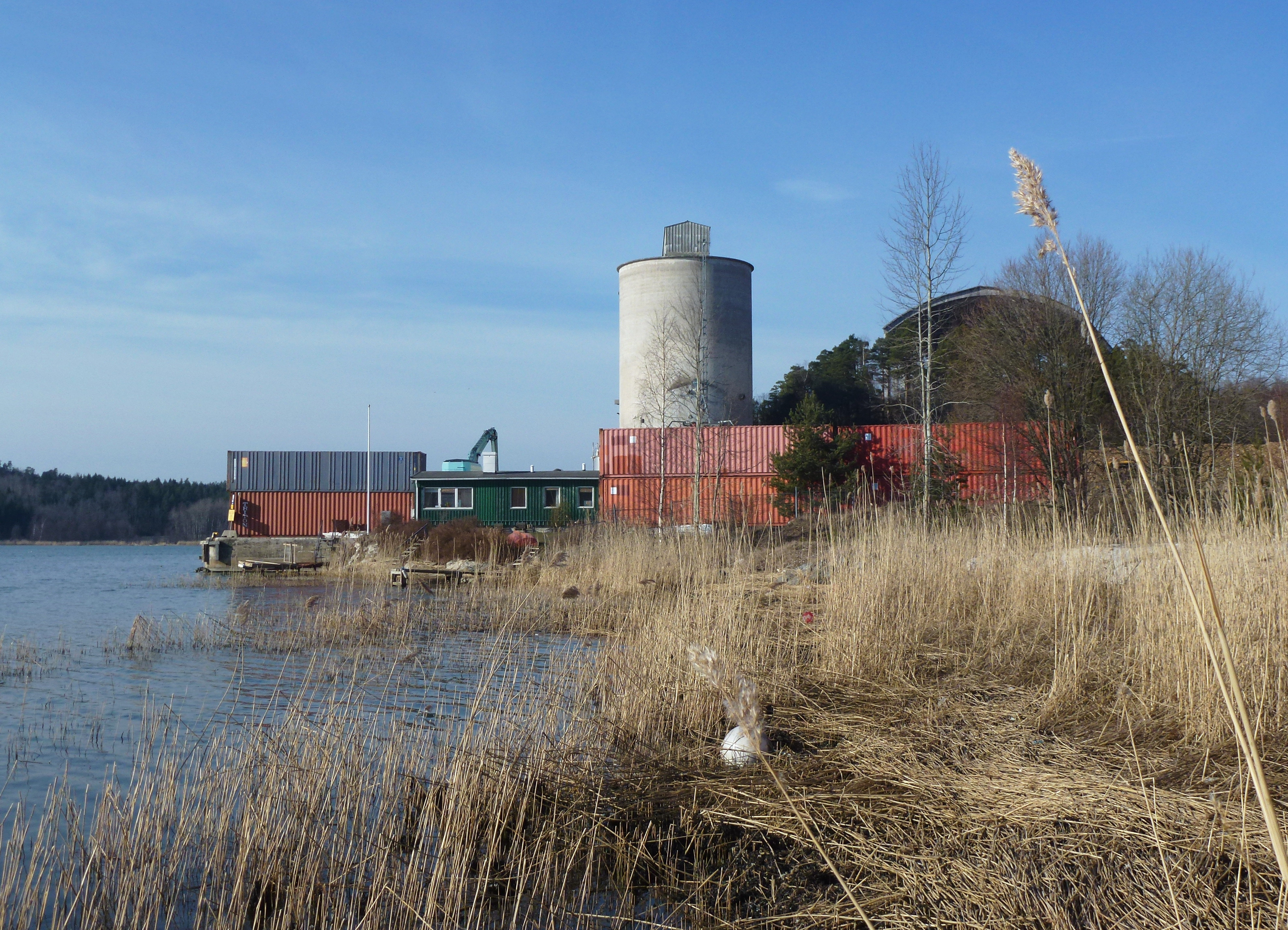
Hamnen och cementsilor
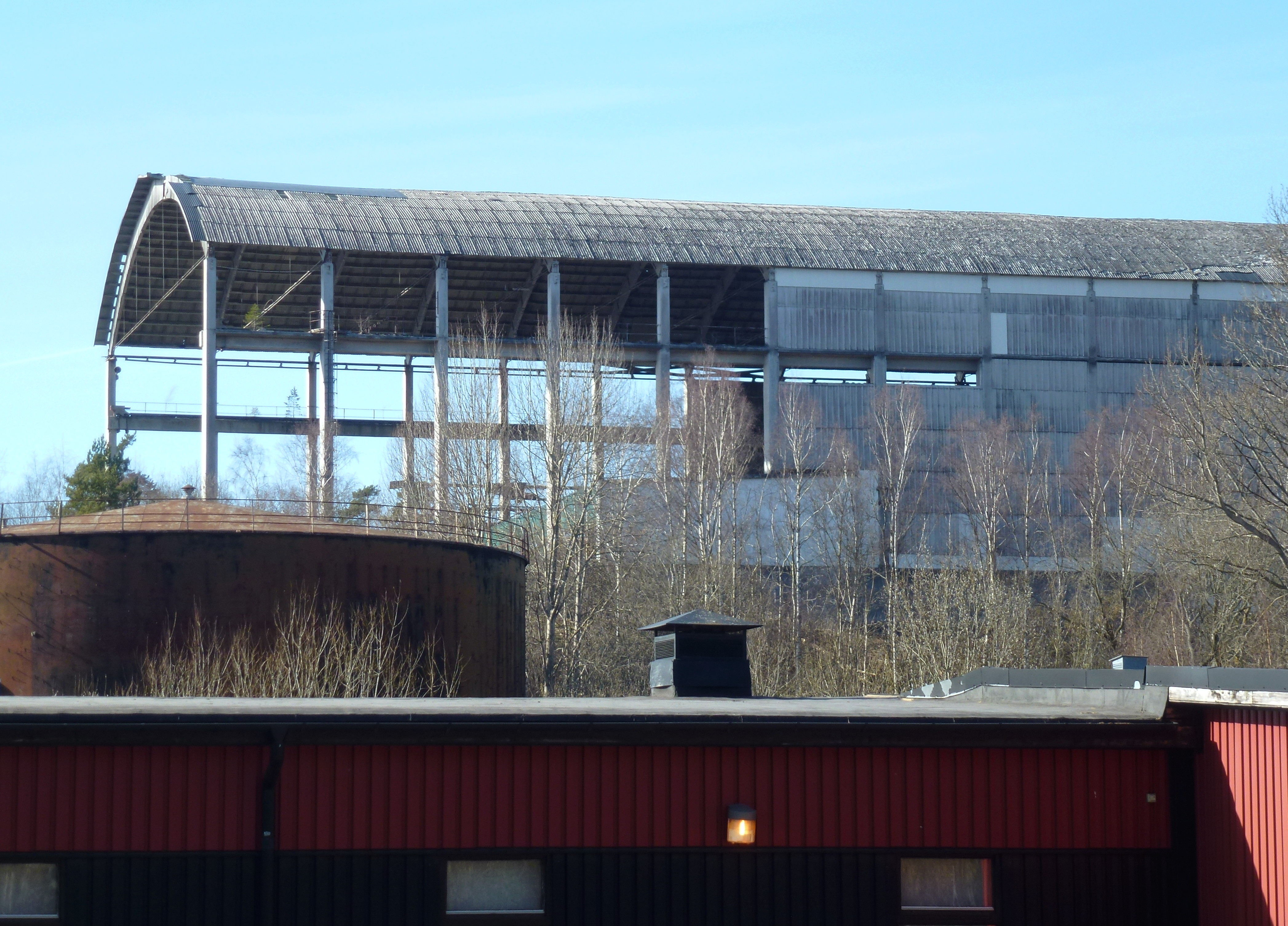
Lagerhallen
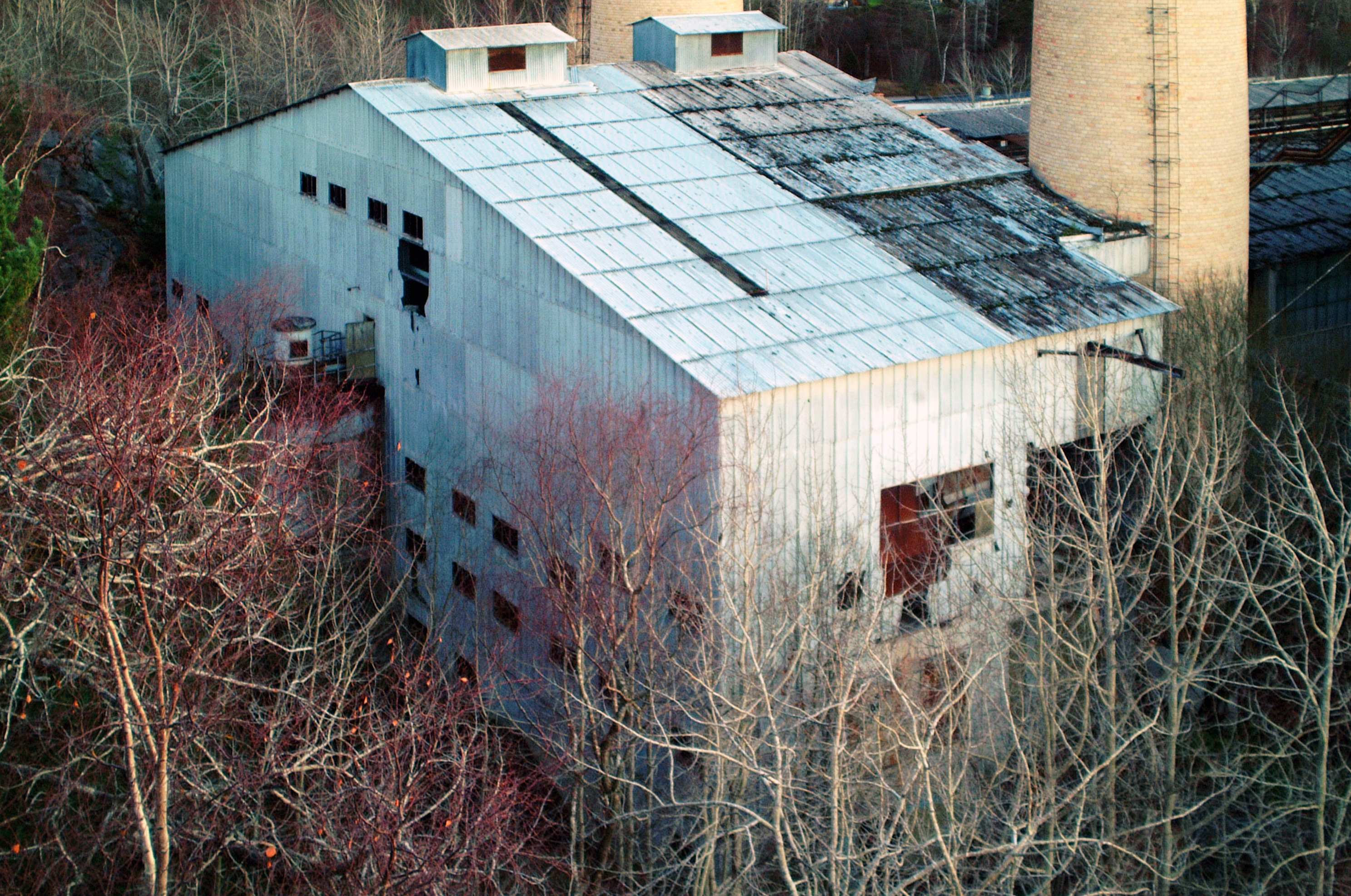
Ugnshuset
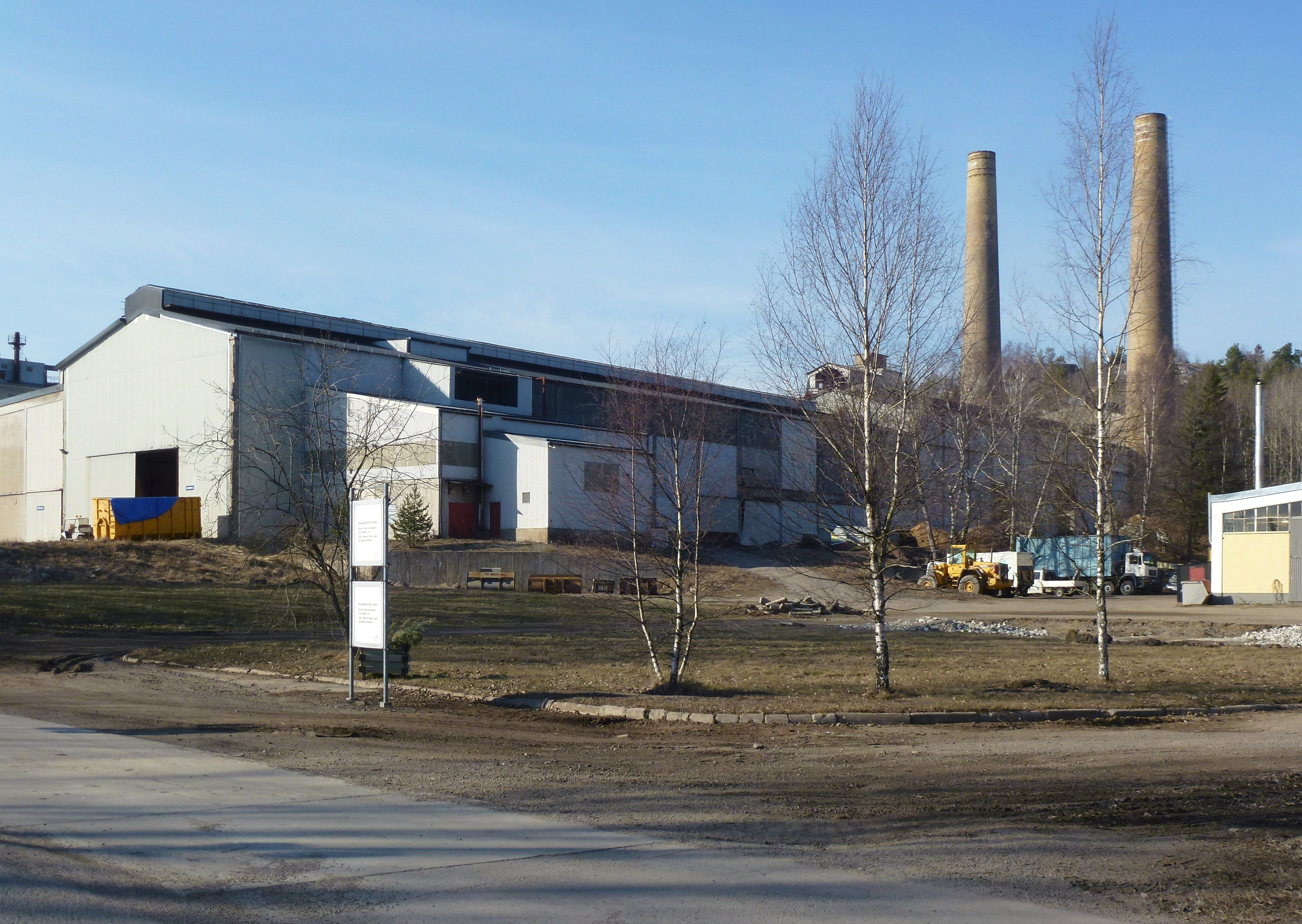
Ugnshuset
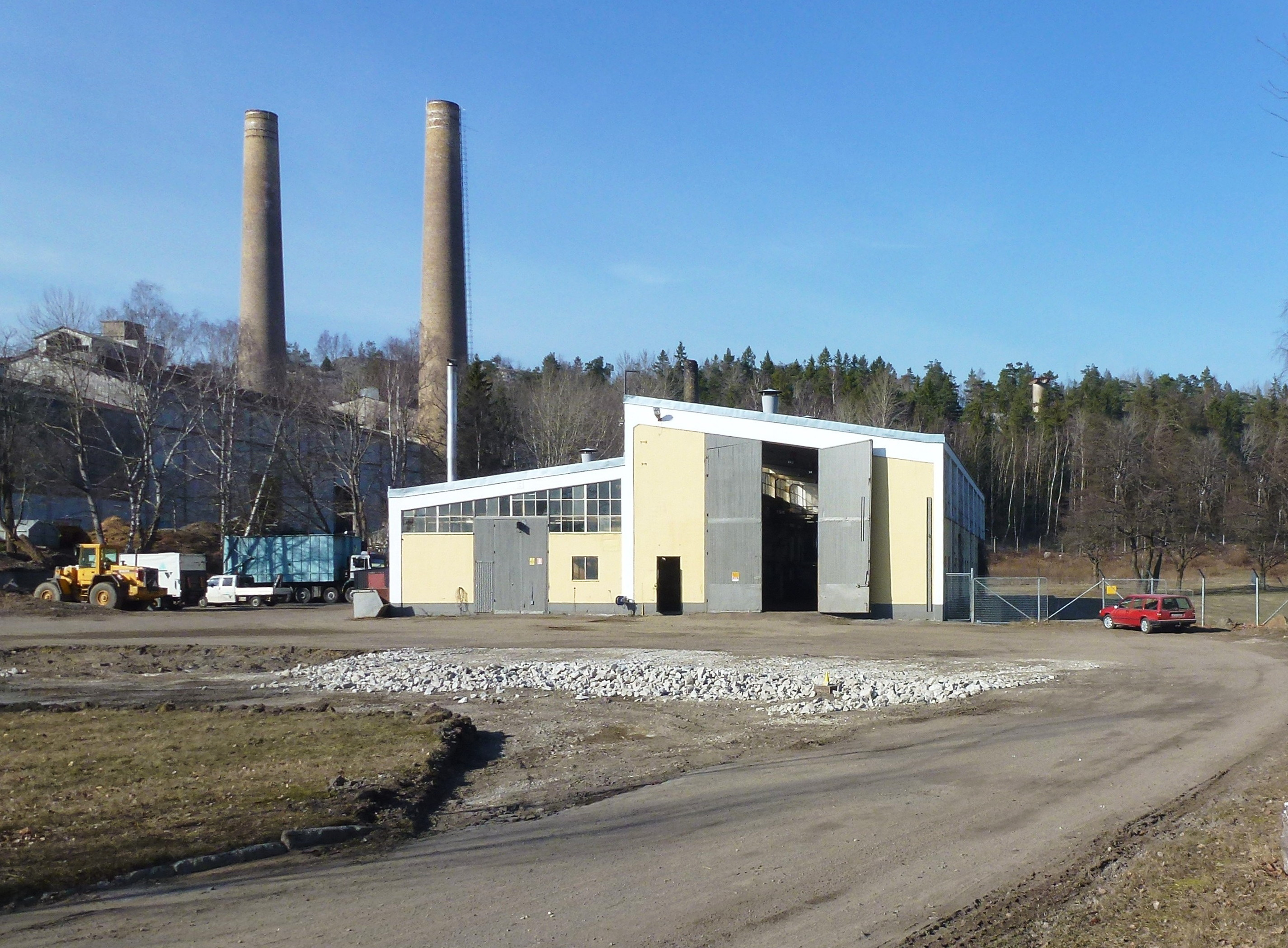
Verkstadsbyggnaden
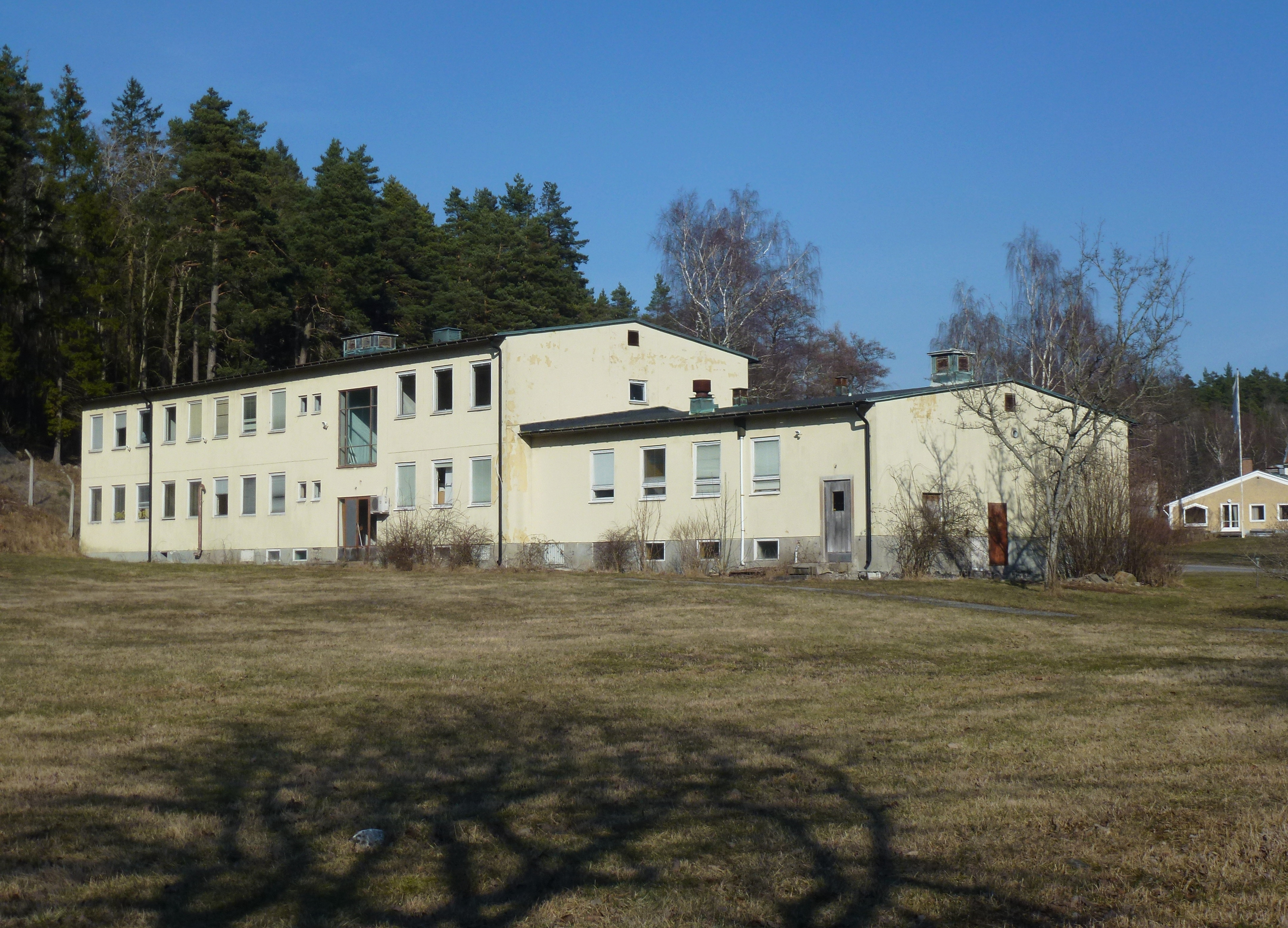
Kontors- och laboratoriebyggnad
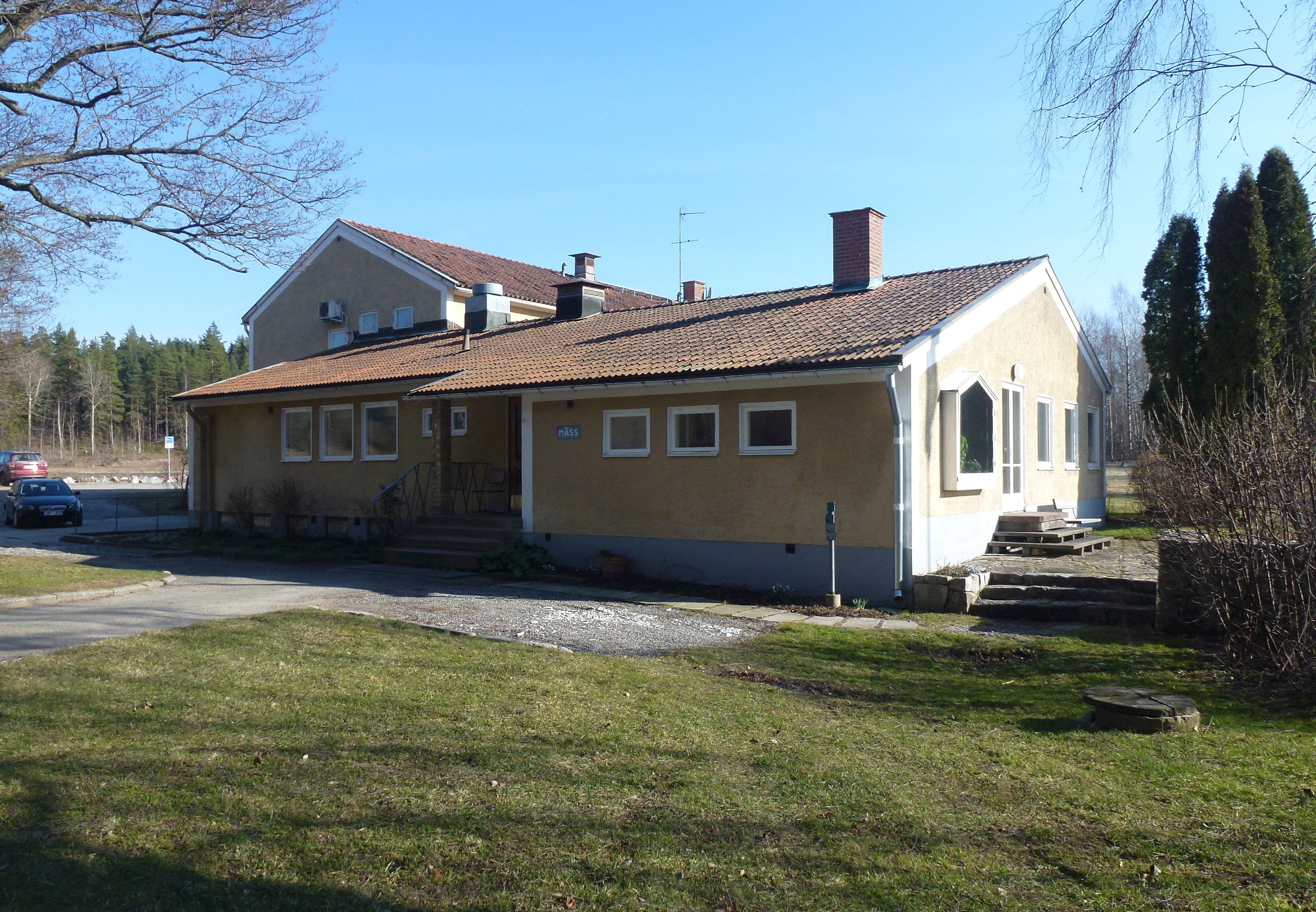
Kontors- och mässbyggnad
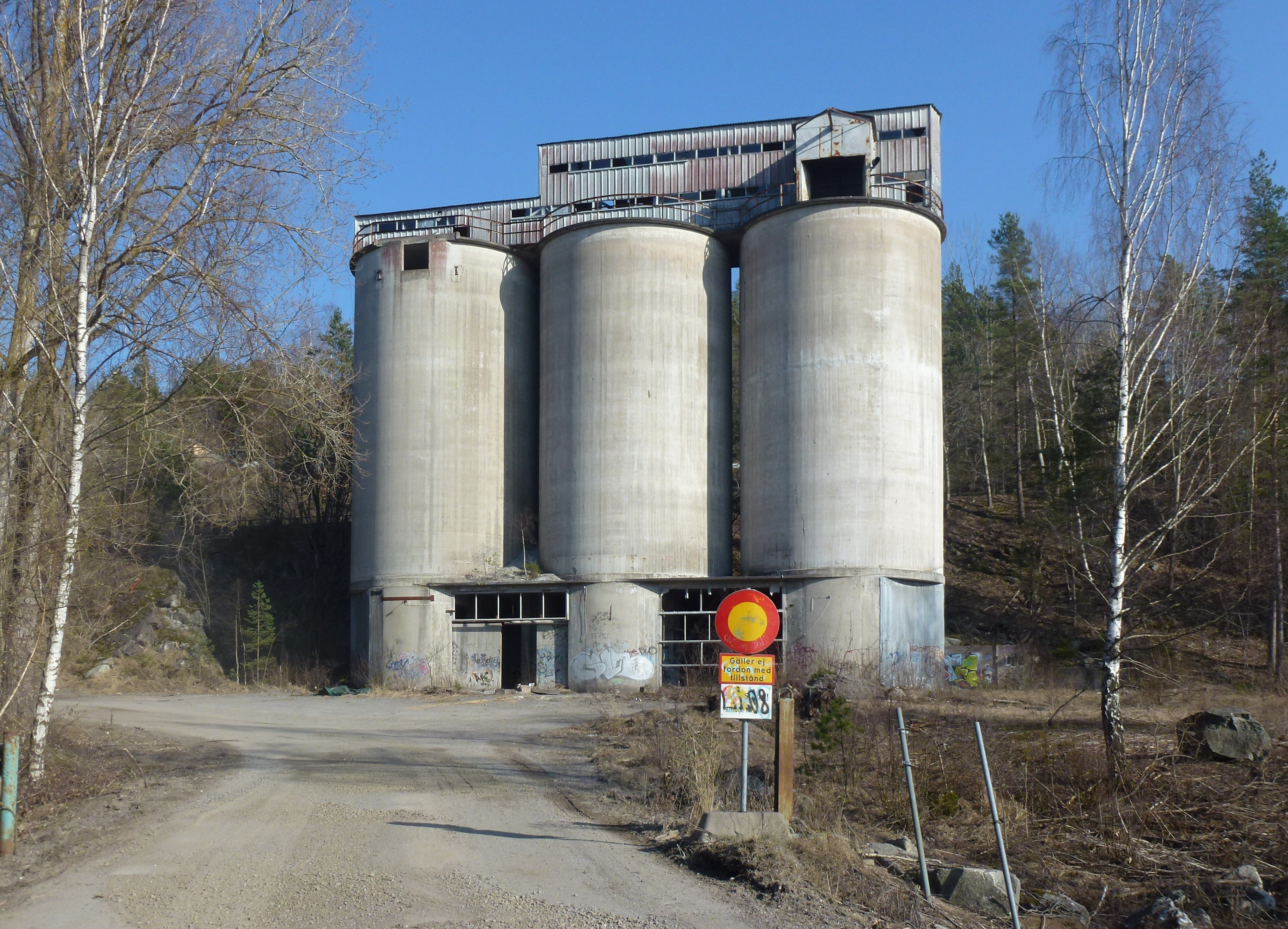
Kalkstenssilor

### Nutida bilder, interiör

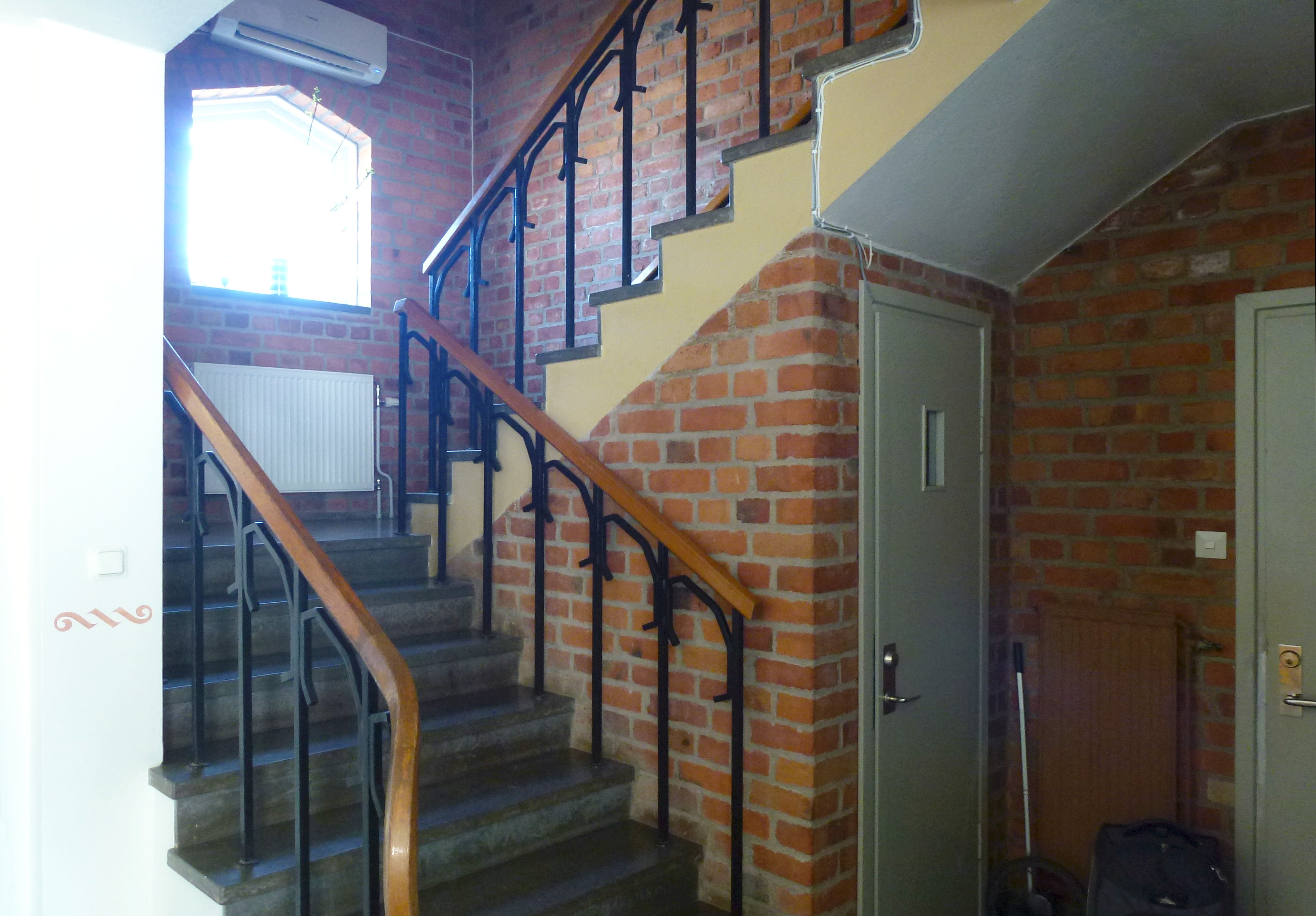
Trappa i kontorsbyggnaden
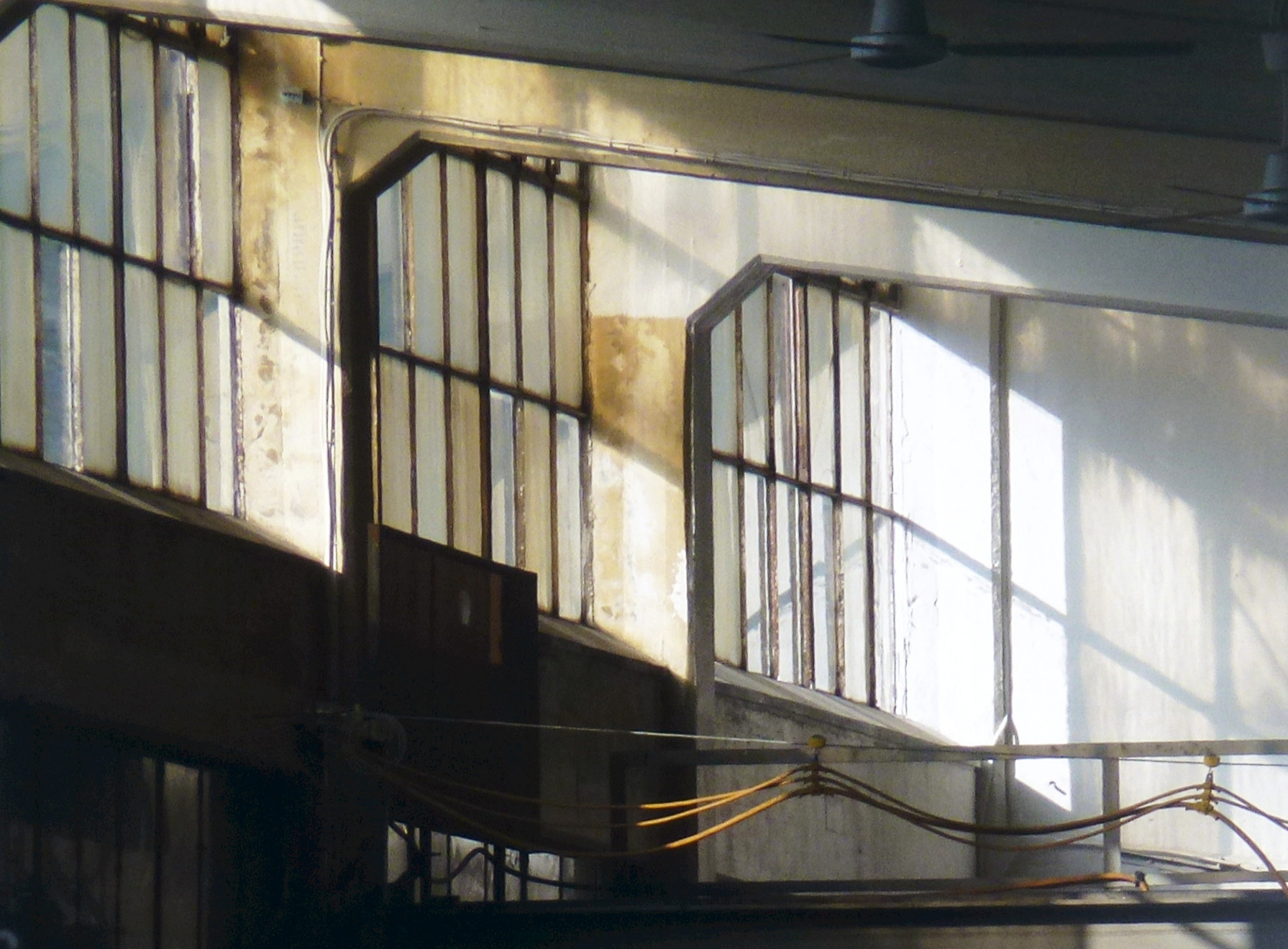
Fönsterband i verkstadshallen
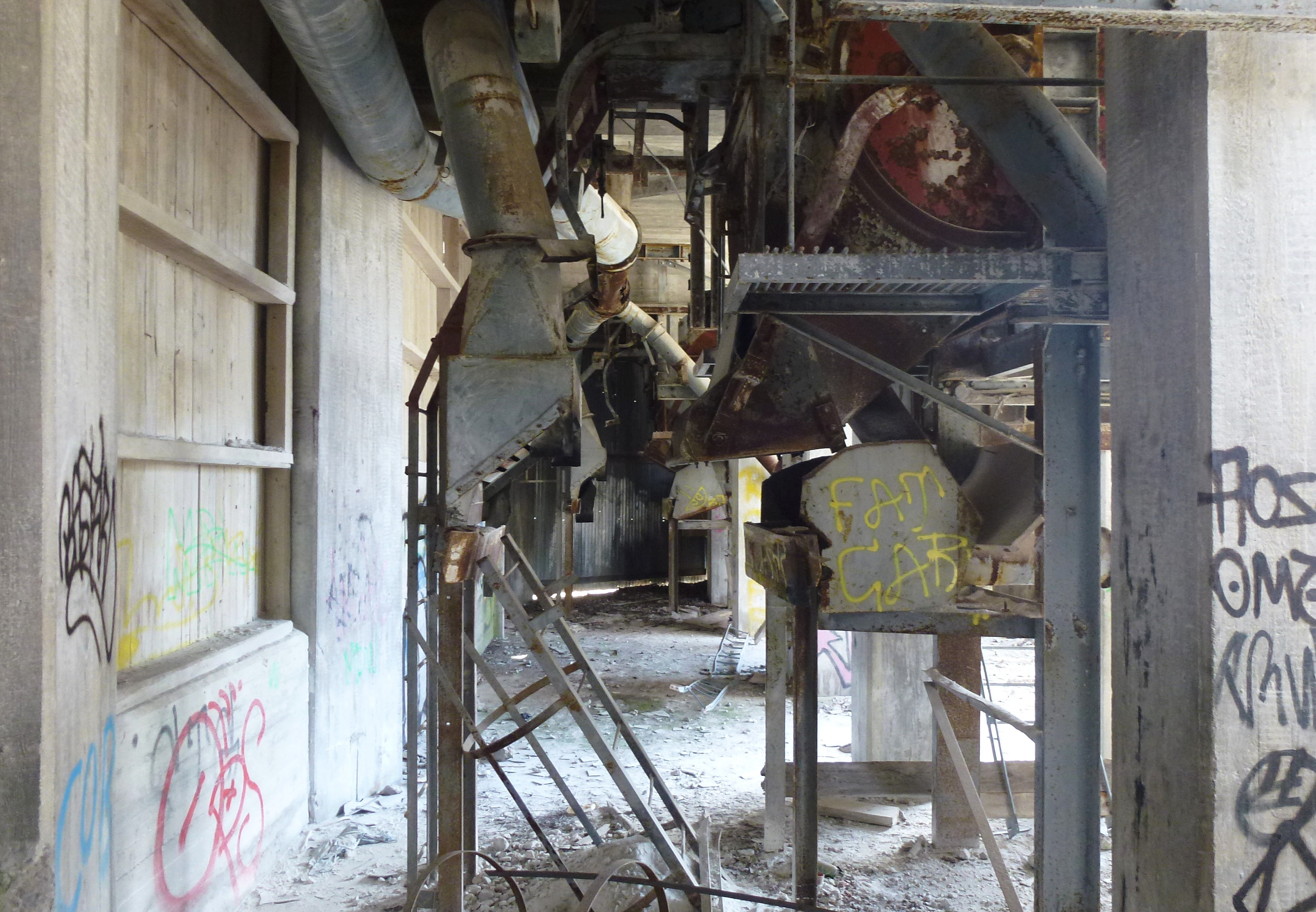
Inne i kalkstenssilon
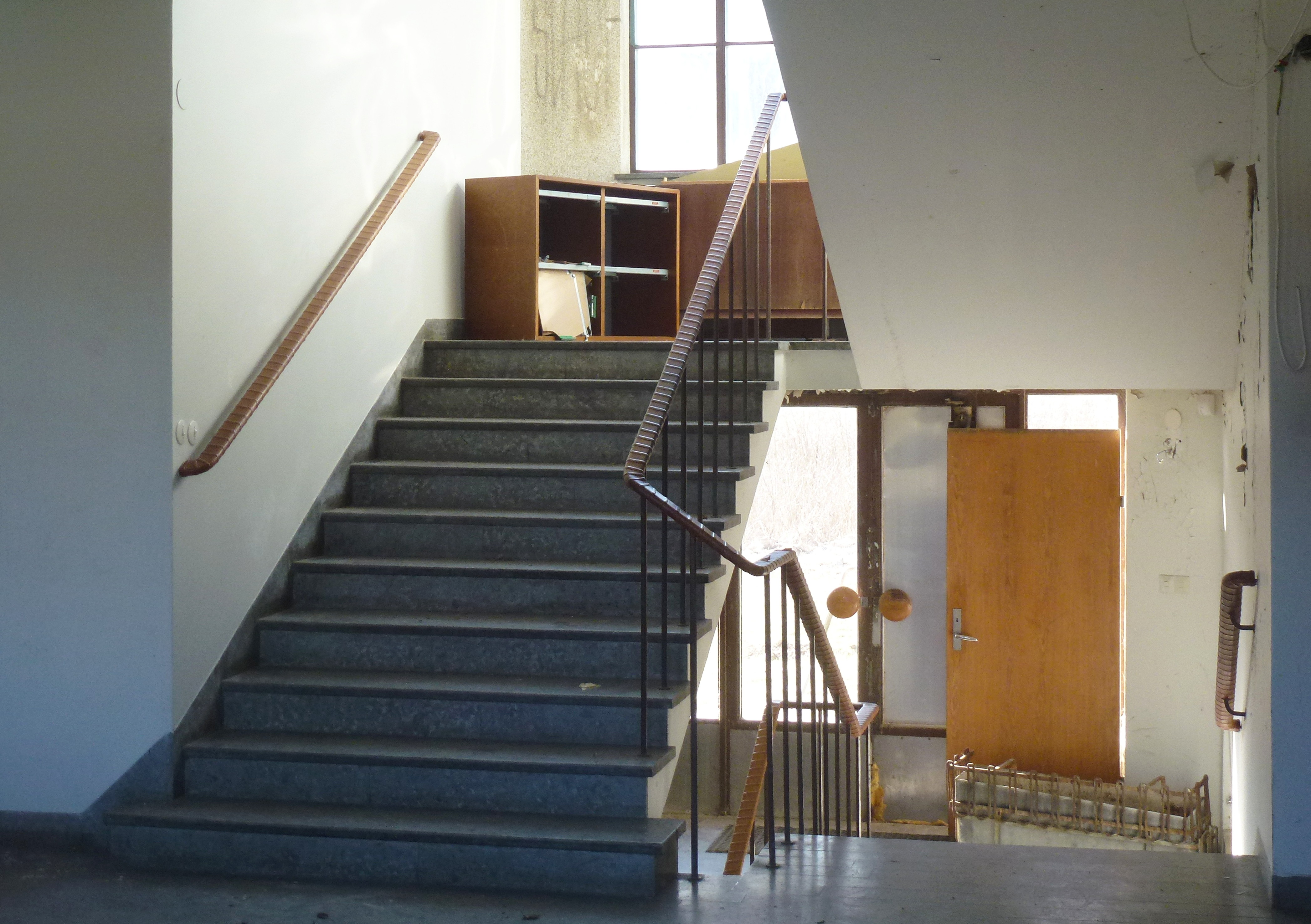
Trappa i labbet

### Kalkstensbrottet

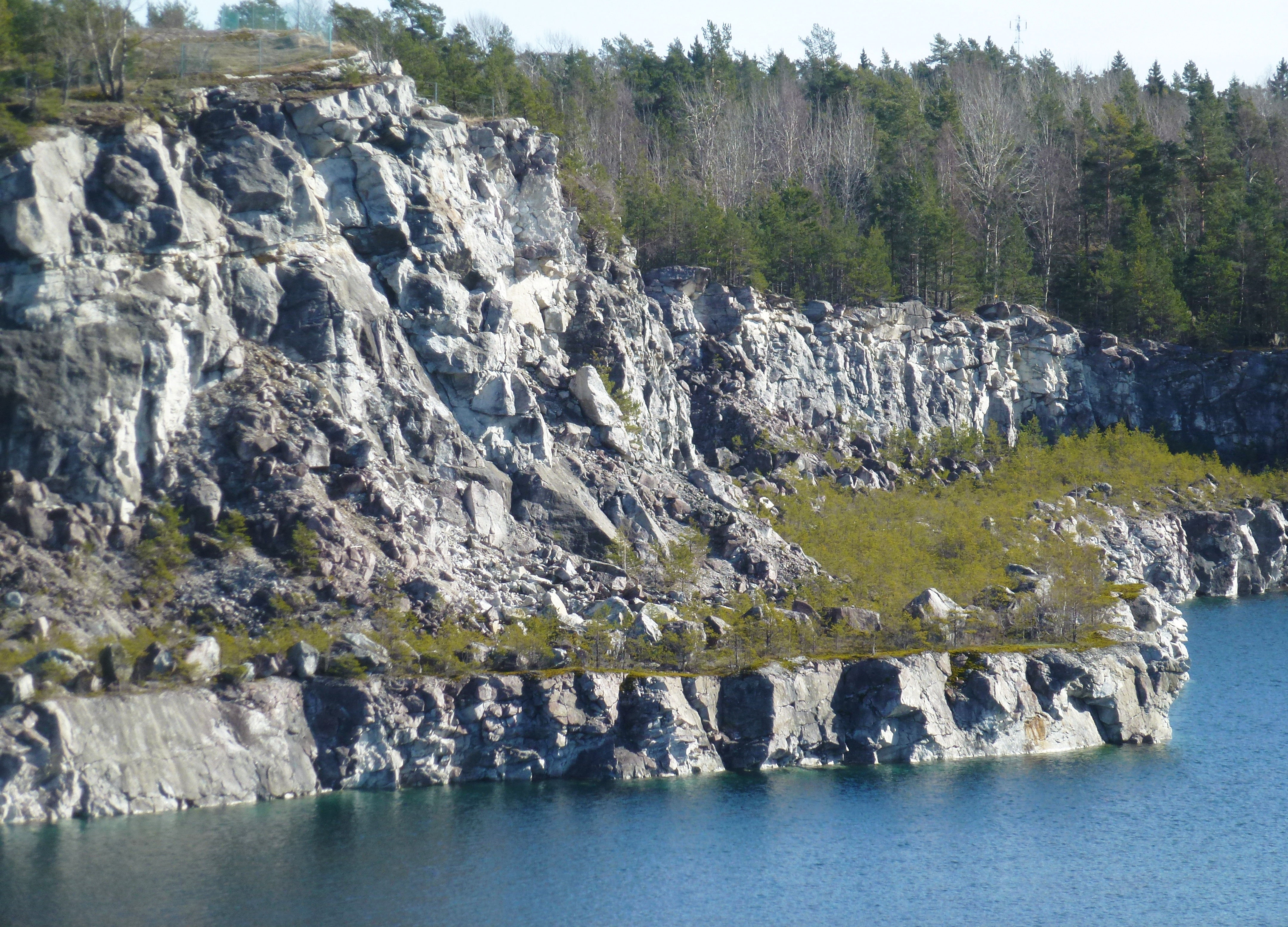
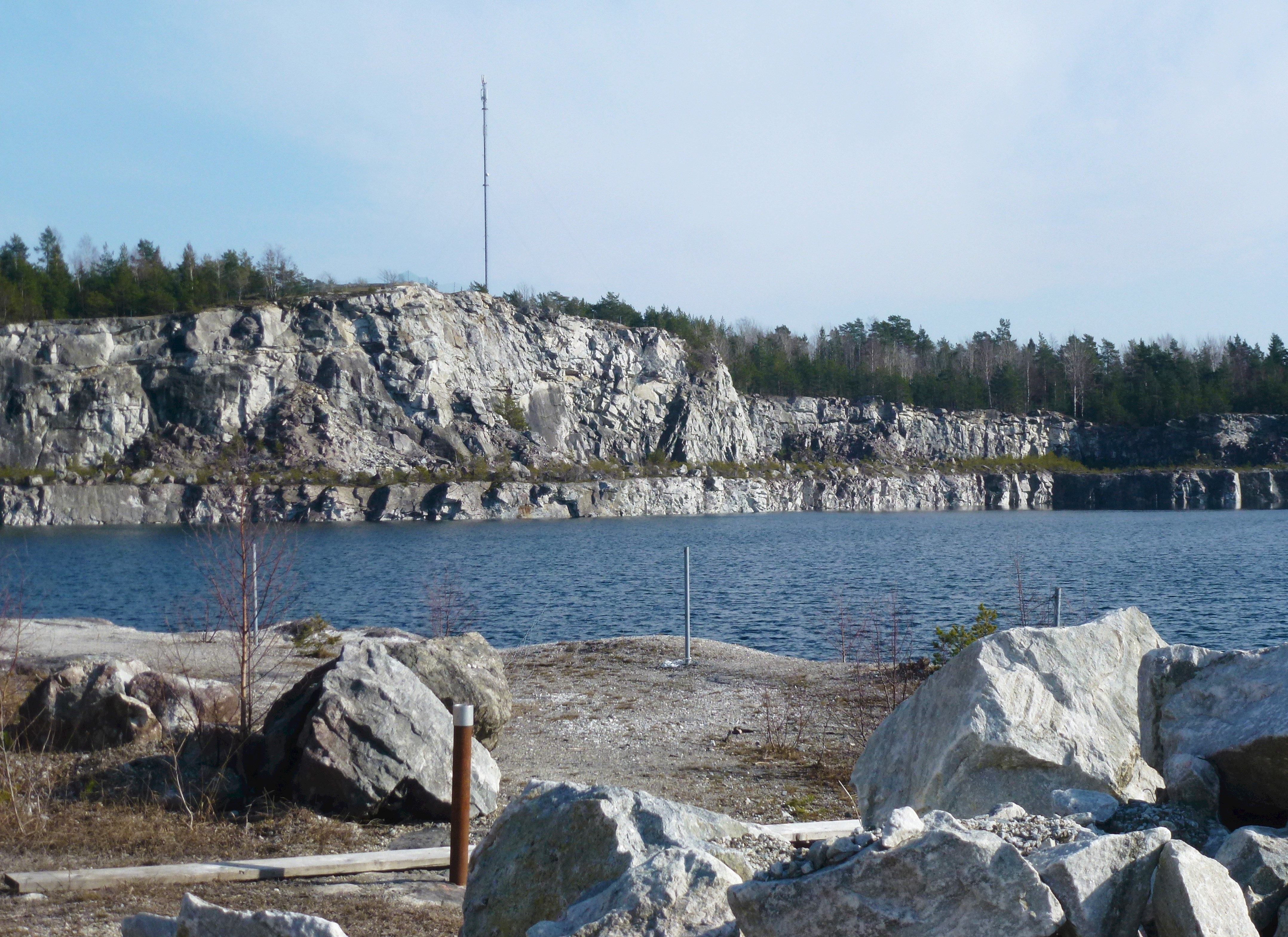
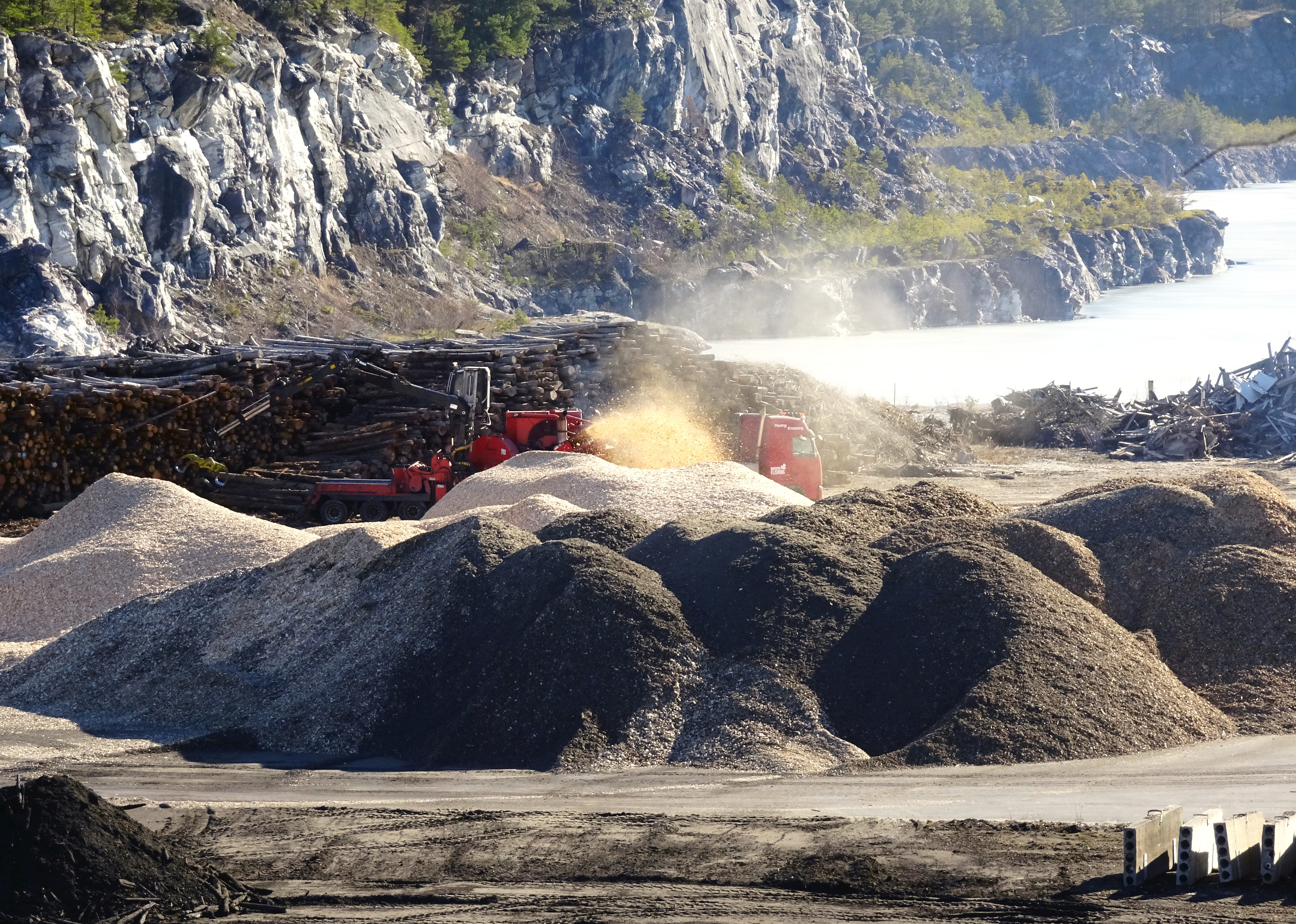
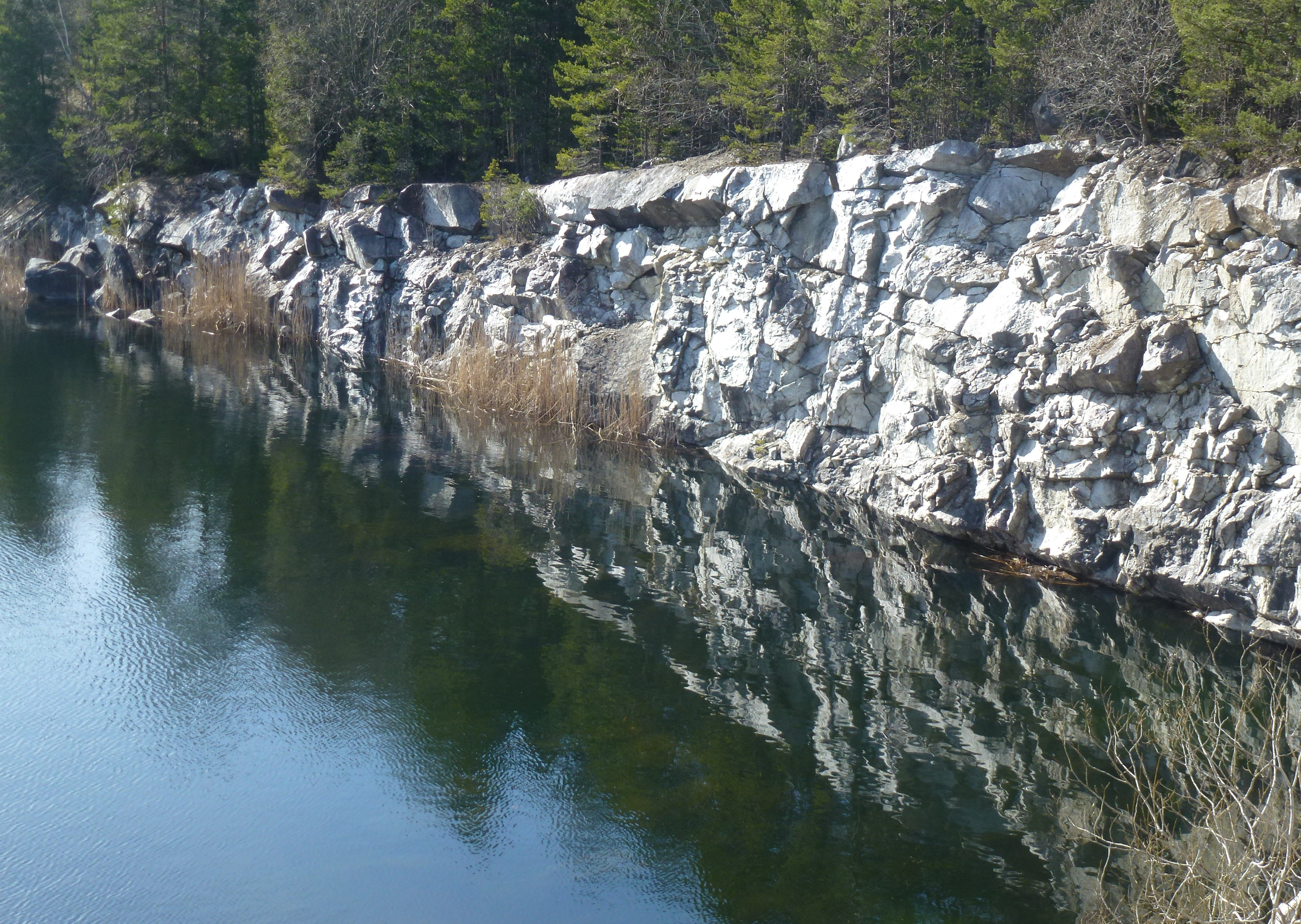